# Espanha
Espanha (em castelhano: España; [esˈpaɲa] (escutarⓘ)), oficialmente Reino de Espanha ou Reino da Espanha (Reino de España), é um país principalmente localizado na Península Ibérica na Europa. Seu território também inclui dois arquipélagos: as ilhas Canárias, na costa da África, e as ilhas Baleares, no mar Mediterrâneo. Os enclaves africanos de Ceuta e Melilla fazem da Espanha o único país europeu a ter uma fronteira terrestre com um país africano (Marrocos). Várias pequenas ilhas no mar de Alborão também fazem parte do território espanhol. A Espanha continental é limitada a sul e a leste pelo Mediterrâneo, exceto por uma pequena fronteira terrestre com Gibraltar; a norte e a nordeste pela França, por Andorra e pelo Golfo da Biscaia; e a oeste e noroeste por Portugal e pelo Oceano Atlântico. Com uma área de 505 990 km2, a Espanha é o maior país da Europa Meridional, o segundo maior país da Europa Ocidental e da União Europeia (UE) e o quarto maior país de todo o continente europeu. Também é o sexto país mais populoso da Europa e o quarto da UE. A capital e maior cidade é Madri; outras grandes áreas urbanas incluem Barcelona, Valência, Sevilha, Málaga, Bilbau e Granada.
Os humanos modernos chegaram pela primeira vez na Península Ibérica há cerca de 35 mil anos. As culturas ibéricas, juntamente com antigos povoamentos fenícios, gregos, celtas e cartagineses, desenvolveram-se na península até o início do domínio romano por volta de 200 a.C., quando a região era denominada Hispânia, baseada no antigo nome fenício Spania. Com o colapso do Império Romano do Ocidente, confederações tribais germânicas migraram da Europa Central, invadiram a Península Ibérica e estabeleceram reinos relativamente independentes em suas províncias ocidentais, incluindo os suevos, alanos e vândalos. No final do século VI, os visigodos tinham integrado à força todos os territórios independentes remanescentes na península ao Reino de Toledo, incluindo as províncias bizantinas, o que de certa maneira unificou politicamente, eclesiasticamente e juridicamente todas as antigas províncias romanas ou reinos sucessores da antiga Hispânia.
No início do século VIII, o Reino Visigótico caiu diante dos mouros, que chegaram a governar a maior parte da península no ano de 726 (com duração de até sete séculos no Reino Nacérida de Granada), deixando apenas um punhado de pequenos reinos cristãos no norte. Isto levou a muitas guerras durante um longo período, o que culminou na criação dos reinos de Leão, Castela, Aragão e Navarra, que se tornaram as principais forças cristãs contra os muçulmanos. Após a conquista mourisca, os europeus iniciaram um processo gradual de retomada da região conhecido como "Reconquista", que no final do século XV fez com que a Espanha surgisse como um país unificado sob o domínio dos Reis Católicos. No início da Era Moderna, a nação tornou-se o primeiro império mundial da história e o país mais poderoso do mundo, deixando um grande legado cultural e linguístico que inclui mais de 570 milhões de hispanófonos ao redor do mundo, o que tornou o espanhol a segunda língua mais falada no mundo, depois da língua chinesa. Durante o Século de Ouro Espanhol (séculos XVI e XVII) também houve muitos avanços nas artes, com pintores mundialmente famosos, como Diego Velázquez. A mais famosa obra literária espanhola, Dom Quixote, também foi publicada durante este período. O país abriga o terceiro maior número de sítios classificados como Património Mundial pela UNESCO.
A Espanha é uma democracia parlamentar secular e uma monarquia constitucional, sendo que o rei Filipe VI serve como chefe de Estado. É um dos principais países desenvolvidos e um país de alta renda, com a 14.ª maior economia do mundo por PIB nominal e a 16.ª maior por paridade do poder de compra, além de ter o quarto maior PIB da UE. É membro das Nações Unidas (ONU), União Europeia (UE), Zona Euro, Conselho da Europa (CoE), Organização dos Estados Ibero-americanos (OEI), União para o Mediterrâneo, Organização do Tratado do Atlântico Norte (OTAN), Organização para a Cooperação e Desenvolvimento Económico (OCDE), Organização para a Segurança e Cooperação na Europa (OSCE), o Espaço Schengen, a Organização Mundial do Comércio (OMC) e muitas outros organismos internacionais. Embora não seja um membro oficial, a Espanha também é um "convidado permanente" das cúpulas do G20, participando de todos os encontros do grupo.

## Etimologia
O nome Espanha provém de Hispânia, nome com o qual os romanos designavam geograficamente a Península Ibérica. O nome Ibéria era o que os gregos davam à Península embora houvesse outras designações dadas pelos povos antigos. O facto de o termo Hispânia não ter uma raiz latina resultou na formulação de diversas teorias sobre a sua origem, algumas controversas. A opção mais consensual seria a de que o nome Hispânia provém do fenício i-spn-ea. Os romanos tomaram essa denominação dos vencidos cartaginenses, interpretando o prefixo i como costa, ilha ou terra, e o sufixo ea com o significado de região. O lexema spn foi traduzido como coelhos (na realidade dassies, animais comuns no norte da África).
O topónimo Espanha, evolução da designação do Império Romano Hispânia era, até ao século XVIII, apenas descritivo da Península Ibérica, não se referindo a um país ou Estado específico, mas sim ao conjunto de todo o território ibérico e dos países que nele se incluíam. A Espanha é unificada durante o Iluminismo, até então era um conjunto de reinos juridicamente e politicamente independentes governados pela mesma monarquia. Até à data da unificação a monarquia era formada por um conjunto de reinos associados por herança e união dinástica ou por conquista. A forma de governo era conhecida como aeque principaliter, os reinos eram governados cada um de forma independente, como se tivesse cada reino o seu próprio rei, cada reino mantinha o seu próprio sistema legal, a sua língua, os seus foros e os seus privilégios. As Leyes de extranjeria determinavam que o natural de qualquer um dos reinos era estrangeiro em todos os outros reinos ibéricos. A constituição de 1812 adota o nome As Espanhas para a nova nação. A constituição de 1876 adota pela primeira vez o nome Espanha.
Os termos "as Espanhas" e "Espanha" não eram equivalentes, e eram usados com muita precisão. O termo As Espanhas referia-se a um conjunto de unidades jurídico-políticas, ou seja, referia-se a um conjunto de reinos independentes, primeiramente apenas aos reinos cristãos da Península Ibérica, depois apenas aos reinos unidos sobre a mesma monarquia. O termo Espanha referia-se a um espaço geográfico e cultural que englobava diversos reinos independentes. A partir de Carlos V o uso do título Rei das Espanhas, referia-se à parte da Espanha que não incluía Portugal, mas esta designação era apenas uma forma de designar coletivamente um extenso número de reinos, uma abreviação, que não tinha validade jurídica, para uma longa lista de títulos reais cuja forma oficial era rei de Castela, de Leão, de Aragão, de Navarra, de Granada, de Toledo, de Valência, da Galiza, de Maiorca, de Menorca, de Sevilha, etc. (da mesma forma utilizava-se o título Sua Majestade Lusitana para o rei de Portugal, ou rei Lusitano).
O uso da designação de "reis de Espanha" pelos reis Fernando e Isabel foi considerado uma ofensa pelo rei de Portugal que considerava que o nome designava a Península. A última vez que Portugal protestou oficialmente o uso do termo "coroa de Espanha" ou "monarquia de Espanha" pelo governo de Madrid foi, supõe-se, durante o Tratado de Utrecht em 1714.
Atualmente o nome "Península Hispânica" não é aceite pelos portugueses, sendo que a designação usada é a de Península Ibérica. A partir de 1640, com a Restauração da Independência de Portugal, a designação "Rei da Espanha" manteve-se, apesar de a união dinástica já não englobar toda a Península.

## História

### Pré-história e Antiguidade
|                                                     |  |                                                          |
| Pintura rupestre de um bisão na Caverna de Altamira |  | Aqueduto de Segóvia, construído durante o domínio romano |

Os primeiros humanos modernos chegaram à Península Ibérica no território da atual Espanha há 35 mil anos. No período histórico o território foi invadido e colonizado por celtas, fenícios, cartagineses, gregos e cerca de 218 a.C., a maior parte da Península Ibérica começou a formar parte do Império Romano, sendo o rio Ebro a fronteira entre a Espanha romana e cartaginesa.
Durante a Segunda Guerra Púnica, uma expansão do Império Romano capturou colônias comerciais cartaginesas ao longo da costa do Mediterrâneo, cerca de 210 a 205 a.C. Os romanos levaram quase dois séculos para completar a conquista da Península Ibérica, apesar de terem o controle de boa parte dela há mais de 600 anos. O domínio romano era unido pela lei, idioma e as estradas romanas.
As culturas das populações celtas e ibéricas foram gradualmente romanizadas (latinizadas) em diferentes níveis e em diferentes partes da Hispânia (o nome romano para a Península). Os líderes locais foram admitidos na classe aristocrática romana. A Hispânia serviu como um celeiro para o mercado romano e seus portos exportavam ouro, lã, azeite e vinho. A produção agrícola aumentou com a introdução de projetos de irrigação, alguns dos quais permanecem em uso. Os imperadores Trajano e Teodósio I e o filósofo Séneca nasceram na Hispânia. O cristianismo foi introduzido na província no século I d.C. e tornou-se popular nas cidades no século II. O termo "Espanha", as línguas, a religião e a base das leis atuais da Espanha se originaram a partir deste período.

### Idade Média

#### Reino Visigótico

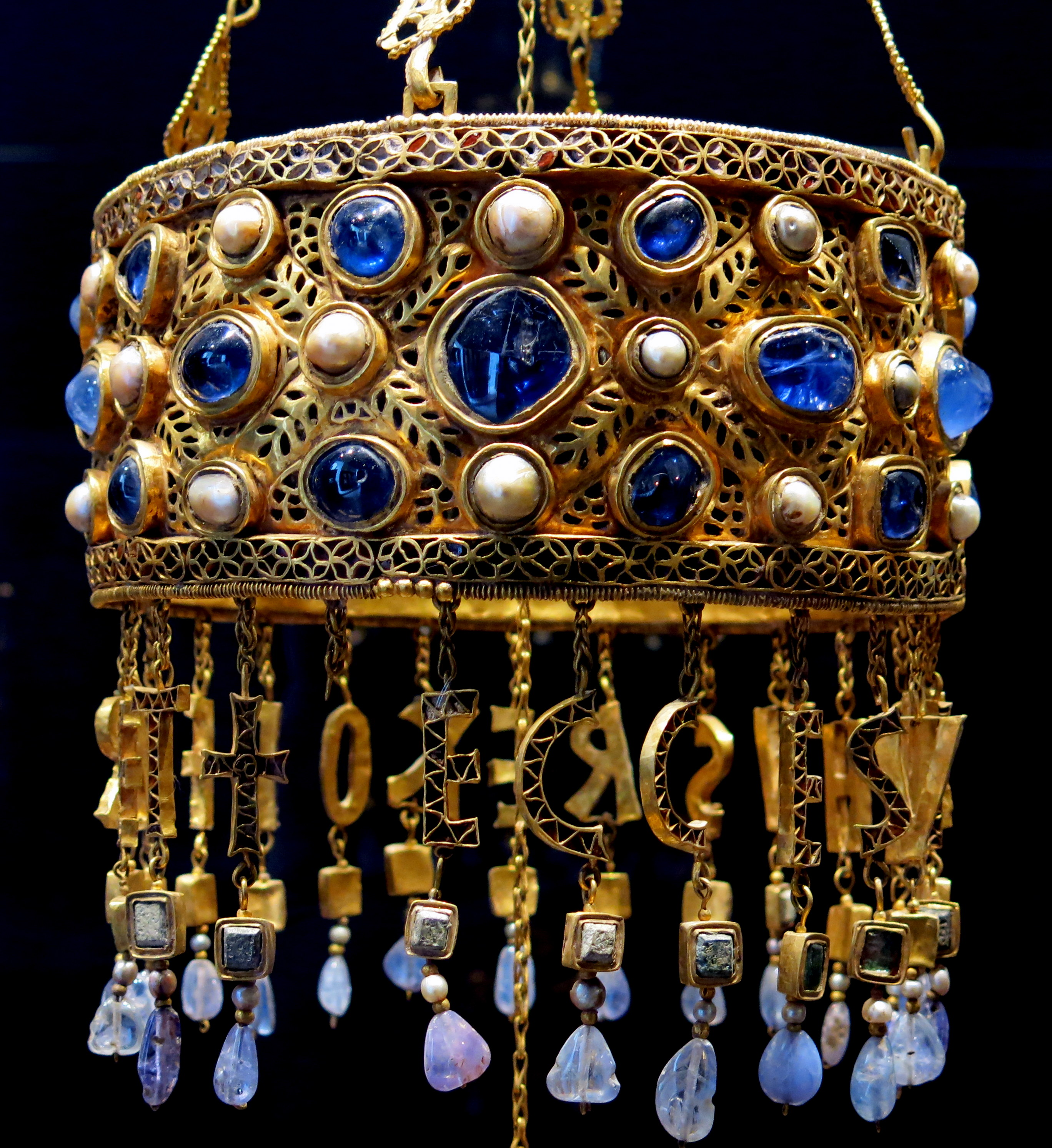
Coroa votiva de Recesvinto, parte do Tesouro de Guarrazar

O enfraquecimento da jurisdição do Império Romano do Ocidente em Hispânia começou em 409, quando os povos germânicos suevos e vândalos, juntamente com os alanos sármatas, cruzaram o Reno e devastaram a Gália e a Península Ibérica. Os visigodos atacaram a Ibéria no mesmo ano. Os suevos estabeleceram um reino no que hoje é a moderna Galiza e o Norte de Portugal. O império romano ocidental se desintegrava, mas a sua base social e econômica continuou, ainda que de forma modificada. Os seus regimes sucessores mantiveram muitas das instituições e das leis do Império, incluindo o cristianismo.
Os aliados dos alanos, os vândalos asdingos, estabeleceram um reino na Galécia, ocupando grande parte da região, mas indo mais ao sul do rio Douro. Os vândalos silingos ocuparam a região que ainda tem o seu nome — Vandalúsia, a moderna Andaluzia, na Espanha. Os bizantinos estabeleceram um enclave, Espânia, no sul, com a intenção de reviver o Império Romano ao longo da Península Ibérica. A Hispânia acabou unida sob o domínio visigótico no final do século VI.

#### Ibéria muçulmana
No século VIII, quase toda a Península Ibérica foi conquistada (711–718) por exércitos de mouros muçulmanos provenientes principalmente do Norte de África. Essas conquistas fizeram parte da expansão do Califado Omíada. Apenas uma pequena área montanhosa no noroeste da Península conseguiu resistir à invasão inicial muçulmana.
Sob a lei islâmica, os cristãos e os judeus receberam o estatuto subordinado de dhimmi. Esse estatuto permitia que cristãos e judeus praticassem suas religiões como "povos do livro", mas eles eram obrigados a pagar um imposto especial e eram sujeitos a certas discriminações. A conversão ao islamismo prosseguiu a um ritmo cada vez maior. Acredita-se que os muladi (muçulmanos de origem étnica ibérica) compreendiam a maioria da população de Al-Andalus até o final do século X.
A comunidade muçulmana na Península Ibérica era diversificada e atormentado por tensões sociais. Os povos berberes do Norte de África, que tinham fornecido a maior parte dos exércitos invasores, entraram em choque com a liderança árabe do Oriente Médio. Ao longo do tempo, grandes populações árabes se estabeleceram, especialmente no vale do rio Guadalquivir, na planície costeira de Valência, no vale do rio Ebro (no final deste período) e na região montanhosa de Granada.
Córdova, a capital do califado, era a maior, mais rica e sofisticada cidade na Europa Ocidental na época. O comércio e o intercâmbio cultural no Mediterrâneo floresceram. Os muçulmanos importaram uma rica tradição intelectual do Oriente Médio e do Norte da África. Estudiosos muçulmanos e judeus desempenharam um papel importante na renovação e ampliação da aprendizagem clássica grega na Europa Ocidental. As culturas romanizadas da Península Ibérica interagiram com as culturas muçulmanas e judaicas de forma complexa, dando, à região, uma cultura distinta. No século XI, os territórios muçulmanos fragmentaram-se em reinos rivais (as chamadas taifas), permitindo, aos pequenos Estados cristãos, a oportunidade de ampliar enormemente seus territórios.
A chegada das seitas islâmicas dominantes dos Almorávidas e Almóadas, do Norte da África, restaurou a unidade na Península Ibérica muçulmana, com uma aplicação mais rigorosa e menos tolerante do islã, provocando uma recuperação das fortunas muçulmanas. Este Estado islâmico reunido experimentou mais de um século de sucessos que reverteram parcialmente as vitórias cristãs.

### Reconquista

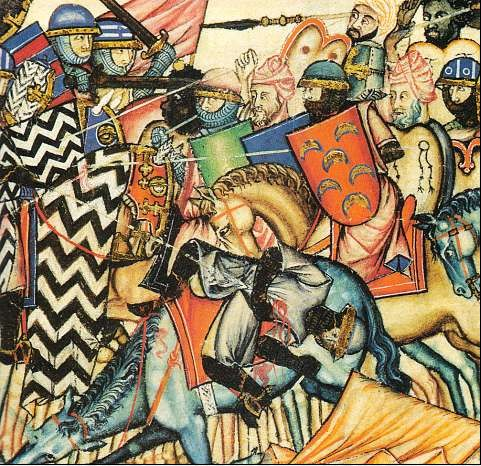
Batalha da Reconquista nas Cantigas de Santa Maria

A Reconquista foi o período de séculos em que o domínio cristão foi sendo gradualmente restabelecido sobre a Península Ibérica. A Reconquista é vista como tendo início na Batalha de Covadonga, vencida por Don Pelayo em 722, e coincide com o período do domínio muçulmano. A vitória do exército cristão sobre as forças muçulmanas levou à criação do Reino das Astúrias ao longo das montanhas costeiras do noroeste. Pouco depois, em 739, as forças muçulmanas foram expulsas da Galiza, que depois hospedaria um dos locais mais sagrados da Europa medieval, Santiago de Compostela, e foi incorporada ao novo reino cristão. O Reino de Leão foi o reino cristão mais forte por séculos. O Reino de Castela, formado a partir do território leonês, foi seu sucessor como o reino mais forte.
Os exércitos muçulmanos também se mudaram para o norte dos Pirenéus, mas foram derrotados pelas forças francas na Batalha de Poitiers e expulsos da região mais ao sul do Reino Franco ao longo da costa marítima nos anos 760. Mais tarde, as forças francas estabeleceram condados cristãos no lado sul dos Pireneus. Essas áreas deveriam crescer nos reinos de Navarra e Aragão. Quando Fernando II de Aragão sucedeu na Coroa de Aragão, em 1479, ocorreu finalmente a união deste reino com o de Castela, onde reinava a sua mulher, Isabel I de Castela, dando início à Monarquia Católica, governada pelos Reis Católicos e seus sucessores.

### Império
A unificação das coroas de Aragão e Castela lançou as bases para a Espanha moderna e para o Império Espanhol. Espanha era a maior potência da Europa durante o século XVI e a maior parte do século XVII, posição reforçada pelo comércio e pela riqueza de suas possessões coloniais. Atingiu o apogeu durante os reinados dos dois primeiros habsburgos espanhóis, Carlos I (1516–1556) e Filipe II (1556–1598). Este período foi marcado pelas Guerras Italianas, Revolta dos Comuneiros, Revolta Holandesa, Rebelião das Alpujarras, conflitos com os otomanos, a Guerra Anglo-Espanhola e as guerras com a França.
Em 1492 também marcou a chegada de Cristóvão Colombo ao Novo Mundo, durante uma viagem financiada por Isabela. A primeira viagem dele atravessou o Atlântico e chegou às ilhas do Caribe, iniciando a exploração e conquista europeia das Américas, embora Colombo continuasse convencido de que havia chegado ao Oriente. Um grande número de ameríndios morreu em batalha contra os espanhóis durante a conquista, enquanto outros morreram por várias outras causas, como epidemias de doenças trazidas pelos europeus. Alguns estudiosos consideram o período inicial da conquista espanhola — desde o primeiro desembarque de Colombo nas Bahamas até meados do século XVI — como um dos casos mais notórios de genocídio na história da humanidade. O número de mortos pode ter atingido cerca de 70 milhões de indígenas (de uma população de 80 milhões) neste período.
Por meio da exploração, conquista ou alianças dinásticas, o Império Espanhol expandiu-se para incluir vastas áreas nas Américas, ilhas na região Ásia-Pacífico, áreas do que hoje é a Itália, cidades no norte da África e partes do que atualmente é território de França, Alemanha, Bélgica, Luxemburgo e Países Baixos. A primeira circum-navegação do mundo foi realizada em 1519–1521. Foi o primeiro império no qual foi dito que o "Sol nunca se punha". Era uma época de descobertas, com ousadas explorações marítimas e terrestres, a abertura de novas rotas comerciais através dos oceanos, conquistas e o início do colonialismo europeu. Os exploradores espanhóis trouxeram de volta metais preciosos, especiarias e plantas anteriormente desconhecidas e tiveram um papel de liderança na transformação da compreensão europeia do globo. A eflorescência cultural testemunhada durante esse período é agora chamada de Idade de Ouro da Espanha.

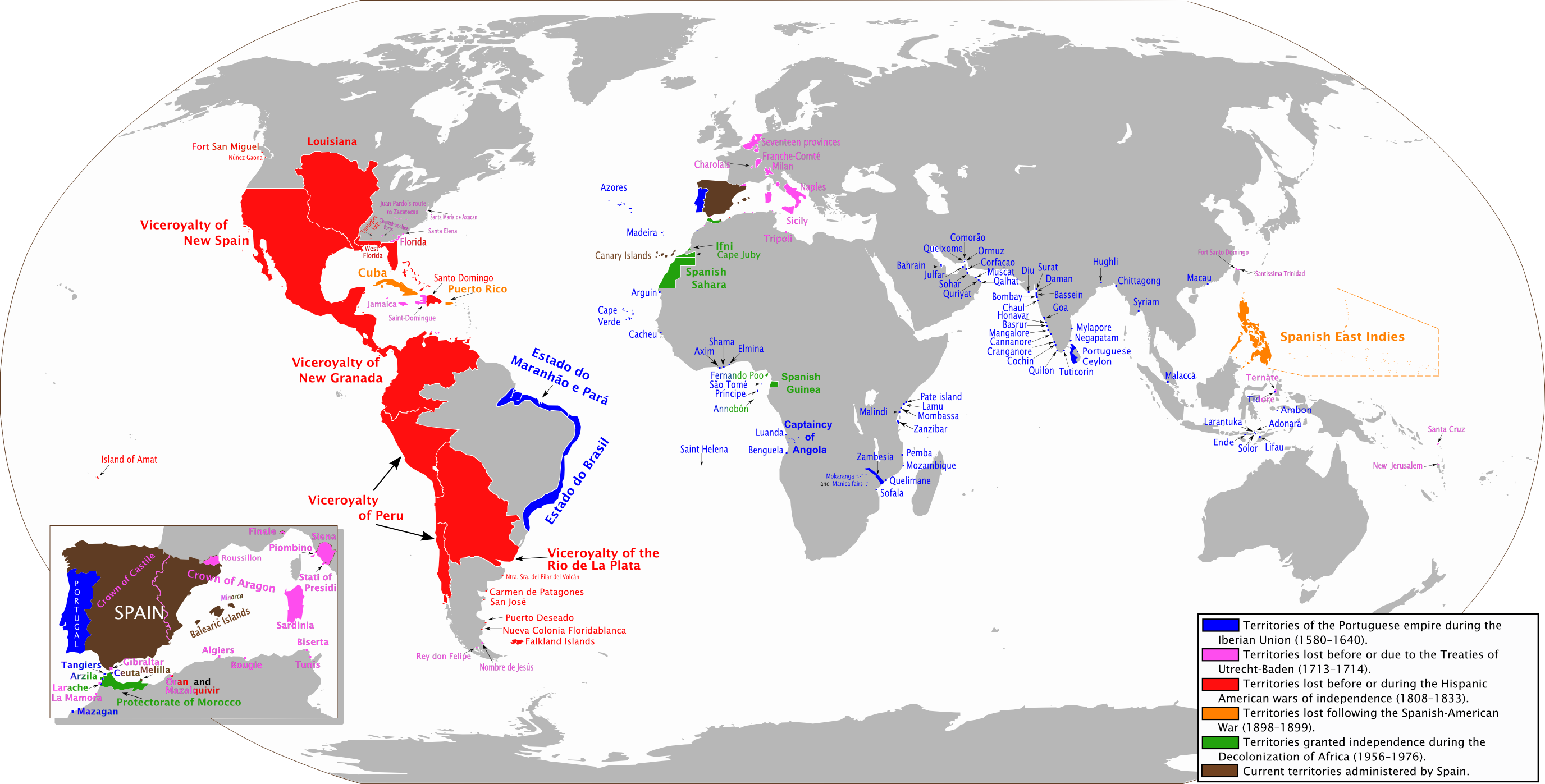
Mapa anacrônico da extensão do Império Espanhol no mundo em seu auge

A Reforma Protestante arrastou o reino cada vez mais profundamente para o caos de guerras religiosas. O resultado foi um país forçado a expandir esforços militares em toda a Europa e no Mediterrâneo. Nas décadas intermediárias do século XVII, em uma Europa assolada pela guerra e pela peste negra, os Habsburgos espanhóis haviam enredado o país em conflitos políticos e religiosos em todo o continente. Esses conflitos esgotaram seus recursos e minaram a economia em geral. A Espanha conseguiu manter a maior parte do império disperso e ajudar as forças imperiais do Sacro Império Romano-Germânico a reverter grande parte dos avanços feitos pelas forças protestantes, mas finalmente foi forçada a reconhecer a separação de Portugal e das Províncias Unidas, além de sofrer algumas reviravoltas militares sérias na França nos últimos estágios da imensamente destrutiva Guerra dos Trinta Anos.
O declínio culminou em uma controvérsia sobre a sucessão ao trono que consumiu os primeiros anos do século XVIII. A Guerra da Sucessão Espanhola foi um amplo conflito internacional combinado com uma guerra civil e custaria ao reino seus bens europeus e sua posição como uma das principais potências do continente. Durante essa guerra, uma nova dinastia originária da França, os Bourbons, foi instalada. Por muito tempo unido apenas pela Coroa, um verdadeiro Estado espanhol foi estabelecido quando o primeiro rei Bourbon, Filipe V, uniu as coroas de Castela e Aragão em um único Estado, abolindo muitos dos antigos privilégios e leis regionais.

### Domínio napoleônico e Guerra Hispano-Americana
Em 1793, a Espanha entrou em guerra contra a nova República Francesa revolucionária como membro da Primeira Coligação. A guerra subsequente dos Pirenéus polarizou o país em uma reação contra as elites galicizadas e após a derrota no campo, um acordo de paz foi feita com a França em 1795 na Paz de Basileia, na qual a Espanha perdeu o controle sobre dois terços da ilha de Hispaniola. O primeiro-ministro Manuel Godoy garantiu que a Espanha se aliasse à França na breve Guerra da Terceira Coalizão, que terminou com a vitória naval britânica na Batalha de Trafalgar, em 1805. Em 1807, um tratado secreto entre Napoleão e o impopular primeiro-ministro levou a uma nova declaração de guerra contra a Grã-Bretanha e Portugal. As tropas de Napoleão entraram no país para invadir Portugal, mas ocuparam as principais fortalezas da Espanha. O rei espanhol abdicou em favor do irmão de Napoleão, José Bonaparte. No entanto, novas ações militares dos exércitos espanhóis, guerrilheiros e forças luso-britânicas de Wellington, combinadas com a desastrosa invasão da Rússia por Napoleão, levaram à expulsão dos exércitos imperiais franceses da Espanha em 1814 e ao retorno do rei Fernando VII.
Durante a guerra, em 1810, um corpo revolucionário, as Cortes de Cádis, foi reunido para coordenar o esforço contra o regime bonapartista e preparar uma constituição. Ele se reuniu como um único corpo e seus membros representaram todo o Império Espanhol. Em 1812, uma constituição para uma representação universal sob uma monarquia constitucional foi declarada, mas após a queda do regime bonapartista, Fernando VII demitiu as Cortes Gerais e estava determinado a governar como um monarca absoluto. Esses eventos prenunciaram o conflito entre conservadores e liberais nos séculos XIX e XX.
No final do século XIX, movimentos nacionalistas surgiram nas Filipinas e em Cuba. Em 1895 e 1896, a Guerra de Independência de Cuba e a Revolução Filipina eclodiram e, finalmente, os Estados Unidos se envolveram. A Guerra Hispano-Americana foi travada na primavera de 1898 e resultou na Espanha perdendo o último bastião de seu vasto império colonial fora do norte da África. El Desastre (o desastre), como a guerra ficou conhecida na Espanha, deu um impulso adicional à geração de 98 que estava realizando uma análise do país.
As duas primeiras décadas do século XX trouxeram um pouco de paz; a Espanha desempenhou um papel menor na partilha da África, colonizando o Saara Ocidental, Marrocos Espanhol e a Guiné Equatorial. As pesadas perdas sofridas durante a guerra do Rif, no norte de África, ajudaram a minar a monarquia. Um período de governo autoritário do general Miguel Primo de Rivera (1923–1931) terminou com o estabelecimento da Segunda República Espanhola. A República ofereceu autonomia política ao País Basco, Catalunha e à Galiza e deu direito de voto às mulheres.

### Guerra civil e ditadura
Em 1936, a Guerra Civil Espanhola (1936–39) iniciou-se. Três anos mais tarde, as forças nacionalistas, lideradas pelo general Francisco Franco, saíram vitoriosos com o apoio da Alemanha nazista e da Itália fascista. A Frente Popular governista foi apoiada pela União Soviética, o México e pelas Brigadas Internacionais, mas não foi apoiada oficialmente pelas potências ocidentais, devido à política britânica, liderada pelos Estados Unidos, de não intervencionismo.
A Guerra Civil tirou a vida de mais de 500 mil pessoas e causou a fuga de cerca de meio milhão de cidadãos espanhóis. A maioria de seus descendentes vivem agora em países da América Latina, com cerca de 300 mil apenas na Argentina.
O Estado espanhol estabelecido por Francisco Franco após a Guerra Civil foi nominalmente neutro na Segunda Guerra Mundial, embora fosse simpático às Potências do Eixo. O único partido legal sob o regime pós-guerra civil de Franco era o Falange Española Tradicionalista y de las JONS, formado em 1937. O partido enfatizava o anticomunismo, o catolicismo e o nacionalismo. Dada a oposição à Franco de partidos políticos concorrentes, o partido passou a se chamar Movimento Nacional (Movimiento Nacional) em 1949.
Após a Segunda Guerra Mundial, a Espanha ficou isolada politicamente e economicamente e foi mantida fora das Nações Unidas. Isso mudou em 1955, durante o período da Guerra Fria, quando o país se tornou estrategicamente importante para os Estados Unidos para estabelecer sua presença militar na Península Ibérica como base para qualquer possível transferência pela União Soviética para a bacia do Mediterrâneo. Na década de 1960, a Espanha registrou uma taxa sem precedentes de crescimento econômico no que ficou conhecido como o milagre espanhol, que retomou a transição, bastante interrompida, para uma economia moderna.

### Restauração da democracia
|                                                                                      |  |                                                      |
| Federica Montseny fala ao público da CNT em Barcelona em 1977 após 36 anos no exílio |  | Monumento à Constituição espanhola de 1978 em Madrid |

Com a morte de Franco, em novembro de 1975, Juan Carlos o sucedeu como Rei de Espanha e chefe de Estado, em conformidade com a lei. Com a aprovação da nova Constituição espanhola de 1978 e a restauração da democracia, o Estado descentralizou muito da sua autoridade para as regiões com governo local e criou uma organização interna baseada em comunidades autónomas.
No País Basco, o nacionalismo moderado tem coexistido com um movimento radical nacionalista liderado pela organização armada Euskadi Ta Askatasuna (ETA). O grupo foi formado em 1959 durante o governo de Franco, mas continuou a travar a sua violenta campanha mesmo após a restauração da democracia e do retorno de um elevado grau de autonomia regional.
Em 23 de fevereiro de 1981, elementos rebeldes entre as forças de segurança apreenderam Cortes em uma tentativa de impor um governo militar. O Rei Juan Carlos assumiu o comando pessoal dos militares e, com êxito, ordenou que os golpistas, através da televisão nacional, se rendessem. Em 30 de maio de 1982 a Espanha aderiu à Organização do Tratado do Atlântico Norte (OTAN), após um referendo. Nesse ano, o Partido Socialista Operário Espanhol (PSOE) chegou ao poder, o primeiro governo de esquerda em 43 anos. Em 1986 a Espanha aderiu à Comunidade Europeia, que posteriormente tornou-se a União Europeia (UE). O PSOE foi substituído no governo pelo Partido Popular (PP) em 1996.

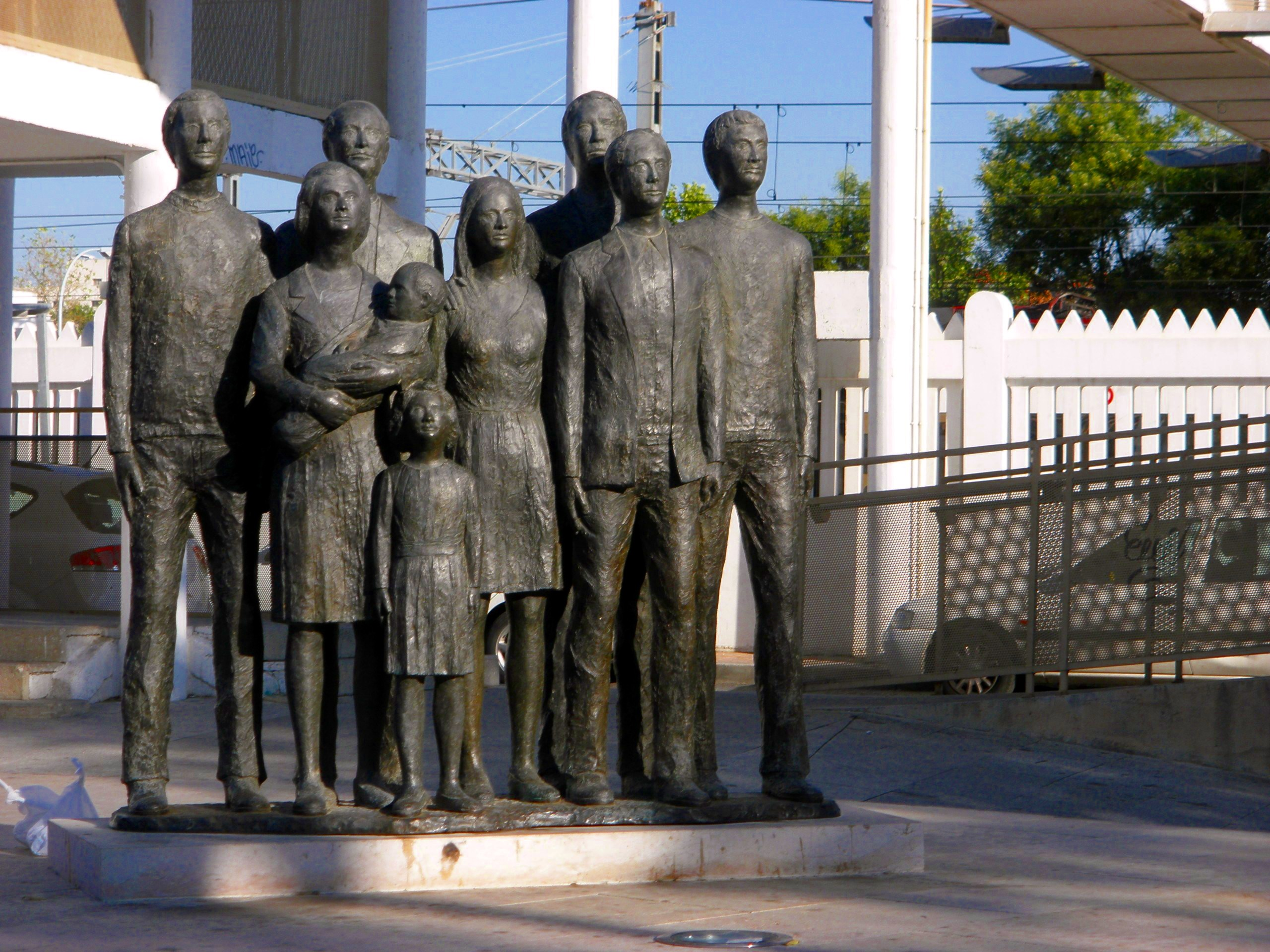
Monumento às vítimas dos atentados de 11 de março de 2004 em Madrid

Em 1 de janeiro de 2002, a Espanha deixou de usar a peseta como moeda e substituiu-a pelo euro, que compartilha com outros 15 países da Zona Euro. O país experimentou um forte crescimento econômico, bem acima da média da UE, mas as preocupações divulgadas e emitidas por muitos comentaristas econômicos no auge do boom dos preços imobiliários e dos elevados défices de comércio exterior de que o país estava susceptível a passar por um doloroso colapso econômico foram confirmadas por uma grave recessão que assola o país desde 2008.
Em 11 de março de 2004, uma série de bombas explodiram em trens de Madrid. Depois de um julgamento de cinco meses em 2007, concluiu-se que os atentados foram perpetrados por um grupo islâmico militante local inspirado pela organização Al-Qaeda. As explosões mataram 191 pessoas e feriram mais de 1800, e a intenção dos autores do atentado terrorista pode ter sido influenciar o resultado da eleição geral espanhola, realizada três dias depois.
Embora as suspeitas iniciais tenham se focado no grupo basco ETA, logo surgiram evidências indicando um possível envolvimento de grupos extremistas islâmicos. Devido à proximidade da eleição, a questão da responsabilidade rapidamente se tornou uma controvérsia política, com os principais partidos concorrentes, PP e PSOE, trocando de acusações sobre a manipulação do resultado.

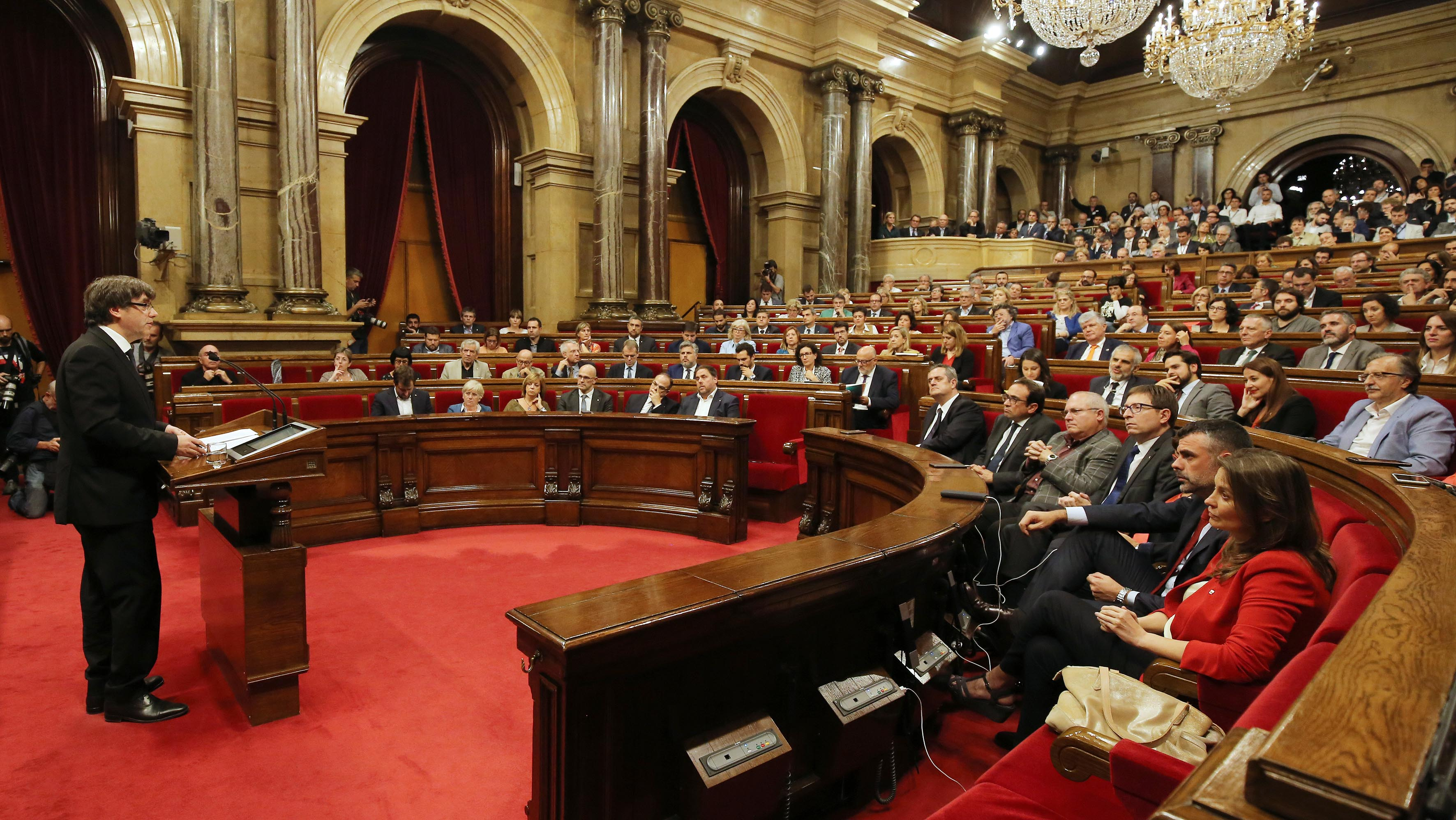
Carles Puigdemont declara a independência catalã ao parlamento regional em 2017. A comunidade internacional rejeitou a declaração e Puigdemont fugiu para a Bélgica

Nas eleições de 14 de março de 2004, o PSOE, liderado por José Luis Rodríguez Zapatero, obteve uma pluralidade suficiente para formar um novo gabinete, portanto, suceder a administração anterior do PP.
Nas eleições de 20 de novembro de 2011 o partido liderado por Mariano Rajoy obteve mais de 10,8 milhões de votos e elegeu 186 deputados, conquistando a maioria absoluta e o melhor resultado de sempre do Partido Popular, que voltou ao poder.
Um referendo sobre a independência da Catalunha foi realizado em 1 de outubro de 2017 e, em 27 de outubro, o Parlamento Catalão votou declarar unilateralmente a independência da Espanha para formar uma República Catalã no dia em que o Senado espanhol discutia a aprovação da intervenção na região autônoma. Mais tarde naquele dia, o Senado concedeu o poder de impor o governo direto de Madrid na Catalunha, enquanto Rajoy dissolveu o Parlamento Catalão e convocou uma nova eleição.
Nenhum país reconheceu a Catalunha como um Estado separado. Em 1 de junho de 2018, o Congresso dos Deputados aprovou uma moção de não confiança contra Rajoy e o substituiu pelo líder do PSOE, Pedro Sánchez, trazendo os socialistas de volta ao poder após sete anos.

## Geografia

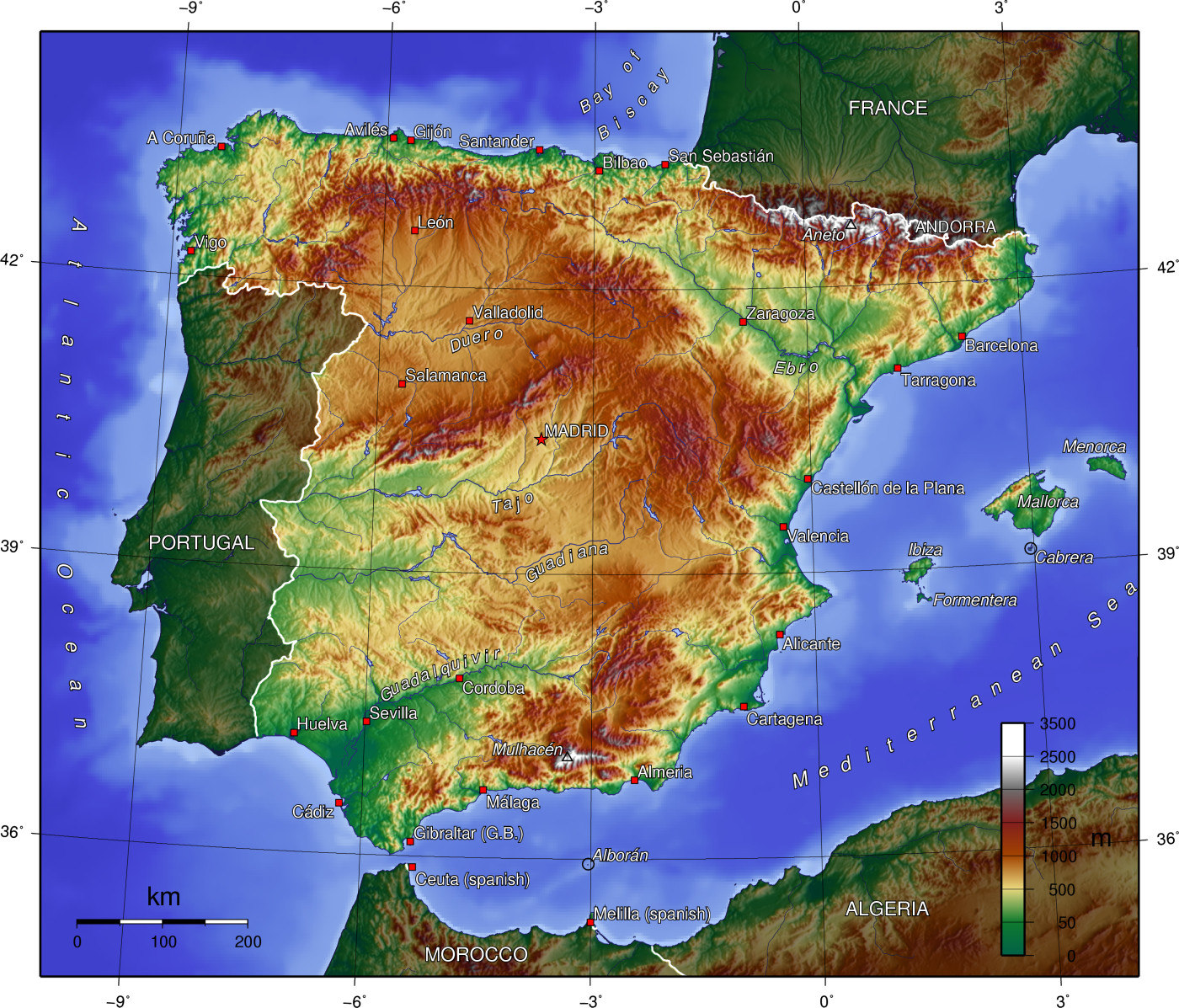
Mapa topográfico da Espanha

Situada na Europa Ocidental, a Espanha ocupa a maior parte da Península Ibérica e, fora dela, dois arquipélagos principais (ilhas Canárias no oceano Atlântico e as ilhas Baleares no mar Mediterrâneo), duas cidades (Ceuta e Melilla, no Norte da África), a ilha de Alborão e uma série de ilhas e ilhotas que se encontram frente às costas peninsulares, como as ilhas Columbretes. Ademais, consta de possessões menores continentais, como as ilhas Chafarinas, o ilhote de Vélez de la Gomera e o ilhote de Alhucemas, todas elas frente à costa africana.
Em extensão territorial, é o quarto maior país da Europa, atrás apenas da Rússia (que é o maior país do mundo, tendo em conta apenas a parte europeia), Ucrânia e França, e o segundo maior da União Europeia, atrás apenas da França. Os limites físicos da Espanha são os seguintes: Portugal e o oceano Atlântico a oeste; o mar Mediterrâneo a leste; o Estreito de Gibraltar, mar Mediterrâneo e oceano Atlântico a sul; os Pirenéus a nordeste e o golfo da Biscaia e o mar Cantábrico a norte.

### Geomorfologia e hidrografia
A metade oeste inteira da Península Ibérica, exceto a extremidade meridional, é constituída de rochas velhas (hercínicas); os geólogos costumam se referir a esse Maciço Hespérico com o nome de Meseta Central. A palavra meseta igualmente é utilizada por geógrafos e como topônimo local para denominar o relevo que domina o centro da Península Ibérica. Os Pireneus, uma porção dos Alpes europeus, constituem uma grande cordilheira que vai entre o Mediterrâneo e o Golfo da Biscaia, há 430 km de distância. Muitas serras tendendo de noroeste a sudeste constituem a Cordilheira Ibérica, a qual divide a depressão do Ebro da Meseta e se eleva mais com o pico de Moncayo a 2 313 m.
A Península Ibérica tem muitos riachos, três dos quais se encontram dentre os maiores do continente europeu: o Tejo, com 1 007 km de extensão, o Ebro, com 909 km, e o Douro, com 895 km. O Guadiana e o Guadalquivir possuem 818 km e 657 km, respectivamente. O Tejo, da mesma forma que o Douro e o Guadiana, vem para o Oceano Atlântico em território português. Na verdade, todos os mais importantes rios espanhóis, com exceção do Ebro, correm para o Atlântico. A rede fluvial na porção mediterrânea da bacia hidrográfica tem pouco desenvolvimento em contraste com os sistemas do Atlântico, em parte uma vez que desce nas porções menos úmidas na opinião dos climatólogos especializados em Espanha. Entretanto, os rios ibéricos, em sua quase totalidade, possuem reduzido volume por ano, irregularidade nos regimes, vales com grande profundidade e até desfiladeiros. As cheias são continuamente um perigo potencializado.
A erosão do solo que resulta do bioma degradado ao longo de 3 000 anos, tinha criado áreas que reduziram o revestimento da terra, formando de aluviões para o lado em que rio desce e, ultimamente, obras de irrigação e barragens assorearam outras regiões. Uma das piores questões ambientais da Espanha atualmente constitui o perigo da desertificação, do empobrecimento de ecossistemas áridos, semiáridos e ainda úmidos provocados pela ação conjunta das atividades do homem e da estiagem. Quase 50% de Espanha são atingidas de maneira equilibrada ou severa por secas, principalmente no leste arenoso (Almeria, Múrcia), assim como em boa parte de Espanha sub-árida (bacia do Ebro). Políticas de florestação foram adotadas pelo poder executivo, no entanto, certas autoridades creem que a vegetação que cresce naturalmente teria trazido maior permanência de benefícios.

### Clima

Mapa climático da Espanha segundo Köppen

A Espanha se caracteriza por uma divisão climática sobreposta entre zonas úmidas, semiáridas, áridas, oceânicas, continentais e temperadas. Essa complexidade é resultado da dimensão da península, que é suficientemente extensa para produzir um regime térmico bastante variado, assim como pela proximidade com o o Oceano Atlântico e o Norte da África, o que expõe o país a influências do mar e do Saara.
Os Pireneus e as cadeias de montanhas da Cantábria exercem uma função fundamental no clima da Espanha, ao manter as massas de ar subtropicais na Espanha nos os meses de verão. Geralmente, os ventos ocidentais do Atlântico Norte dominam a maioria do ano, ao passo que a massa de ar cálida e seca do Saara sopra fortemente de maneira menos frequente. A Espanha setentrional, entre a Galiza e a Catalunha, se caracteriza por um clima temperado marítimo ou úmido.
O clima do restante da península é mediterrâneo com tendências continentais. O clima dos vales do Guadalquivir e do Ebro igualmente é continental, o Guadalquivir mais frio e mais seco e o Ebro mais úmido e mais quente. As comunidades autônomas catalã, valenciana e baleárica têm um clima mais temperado, muito mais chuvoso na Catalunha, ao passo que o clima das Canárias é atlântico subtropical.
A Espanha é um país especialmente afetado pelo fenômeno da seca: durante o período 1880–2000, mais da metade dos anos foram classificados como secos ou muito secos. Sete anos da década dos 1980 e cinco da década de 1990 foram considerados secos ou muito secos. As mudanças climáticas devem trazer graves problemas ambientais, agravando as características mais extremas do clima local.

### Meio ambiente
A vegetação natural cobre quase 50%, metade do território espanhol, entretanto, somente uma pequena parte (em boa parte limitado às montanhas) se classifica como floresta densa. A região setentrional tem florestas decíduas (carvalho, faia) e charnecas. A vegetação do restante do território espanhol é mediterrânea, que se caracteriza por carvalho-verde (Quercus ilex) e demais plantas que resistem aos períodos de seca.
A proximidade da África com a Espanha forneceu ao país mais espécies de animais silvestres africanas que as que se encontram nas demais penínsulas do Mediterrâneo, ao passo que a cordilheira dos Pireneus e a extensão da nação motivam a quantidade de espécies endêmicas. O lobo europeu e o urso marrom costumam sobreviver nas pequenas regiões silvestres da parte nordeste. O gamo, o íbex (cabra-selvagem), o veado-vermelho e o javali costumam ser frequentes. Cerca de 50% das espécies de aves europeias se encontram no Parque Nacional de Doñana, na desembocadura do Guadalquivir; a águia-imperial-ibérica e demais aves de grande porte, como o urubu e diversas variações de faisão, são endêmicas dos Pireneus. A Espanha meridional e a África setentrional também são invadidas periodicamente pelos gafanhotos-do-deserto.
As águas do país abrigam diversos peixes e mariscos, principalmente na região em que o Atlântico e o Mediterrâneo se encontram (o Mar de Alborán). Espécies como salmonete, cavala, atum, polvo, peixe-espada, sardinha (Sardinia pilchardus) e anchova (Engraulis encrasicholus) são comuns. Dentre as espécies demersais (de fundo) estão pescada e badejo. As águas de Espanha sul-oriental são habitadas pelo golfinho-riscado, por baleias e pelo golfinho-roaz.
Desde 1996 o índice de emissões de CO₂ subiu notavelmente em Espanha, descumprindo os objetivos do Protocolo de Quioto sobre emissões geradoras do efeito estufa e contribuintes da mudança climática. Ban Ki-moon, secretário-geral da ONU, pediu a Espanha uma "liderança mais ativa" na luta contra a mudança climática. Segundo Al Gore, Espanha é o país europeu mais vulnerável ao efeito estufa.

## Demografia

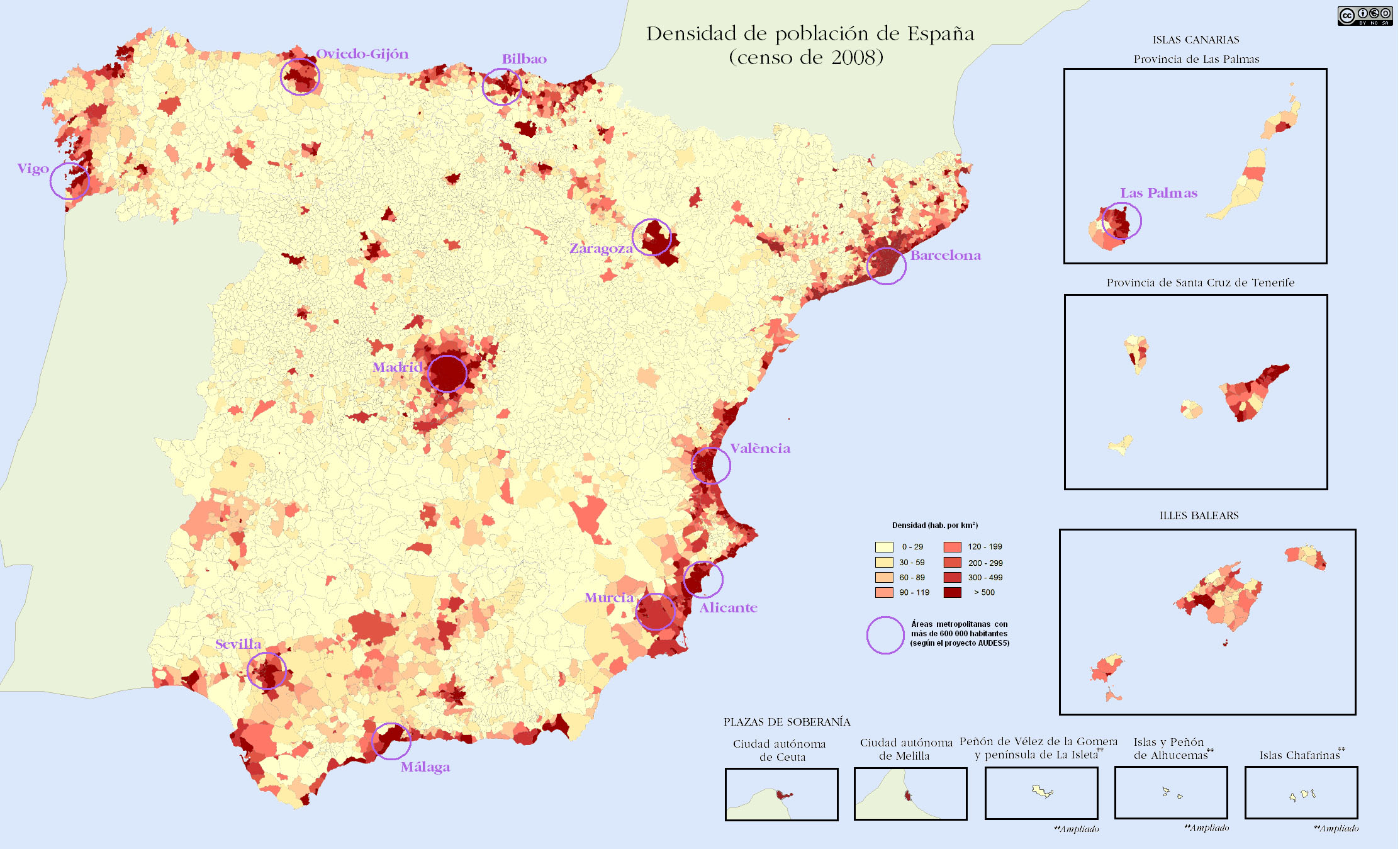
Distribuição geográfica da população espanhola em 2008

Em 2019, a população de Espanha oficialmente alcançou os 47 milhões de pessoas, conforme registrado pelo Padrón municipal. A densidade populacional do país, em 91 hab./km², é menor do que a da maioria dos países da Europa Ocidental e sua distribuição através do país é bastante desigual. Com exceção da região do entorno da capital, Madrid, as áreas mais povoadas ficam em torno da costa. A população da Espanha mais que dobrou desde 1900, quando se situava em 18,6 milhões, principalmente devido ao espetacular crescimento demográfico vivido pelo país na década de 1960 e início de 1970.
A Espanha é o país mais tolerante em relação à homossexualidade em todo o mundo. Apenas 6% dos espanhóis dizem que a homossexualidade é "moralmente inaceitável", ao passo que 55% a consideram "moralmente aceitável" e 38% dizem que a homossexualidade "não é uma questão moral". Desde 2005 o casamento entre pessoas do mesmo sexo na Espanha é legal.

### Composição étnica

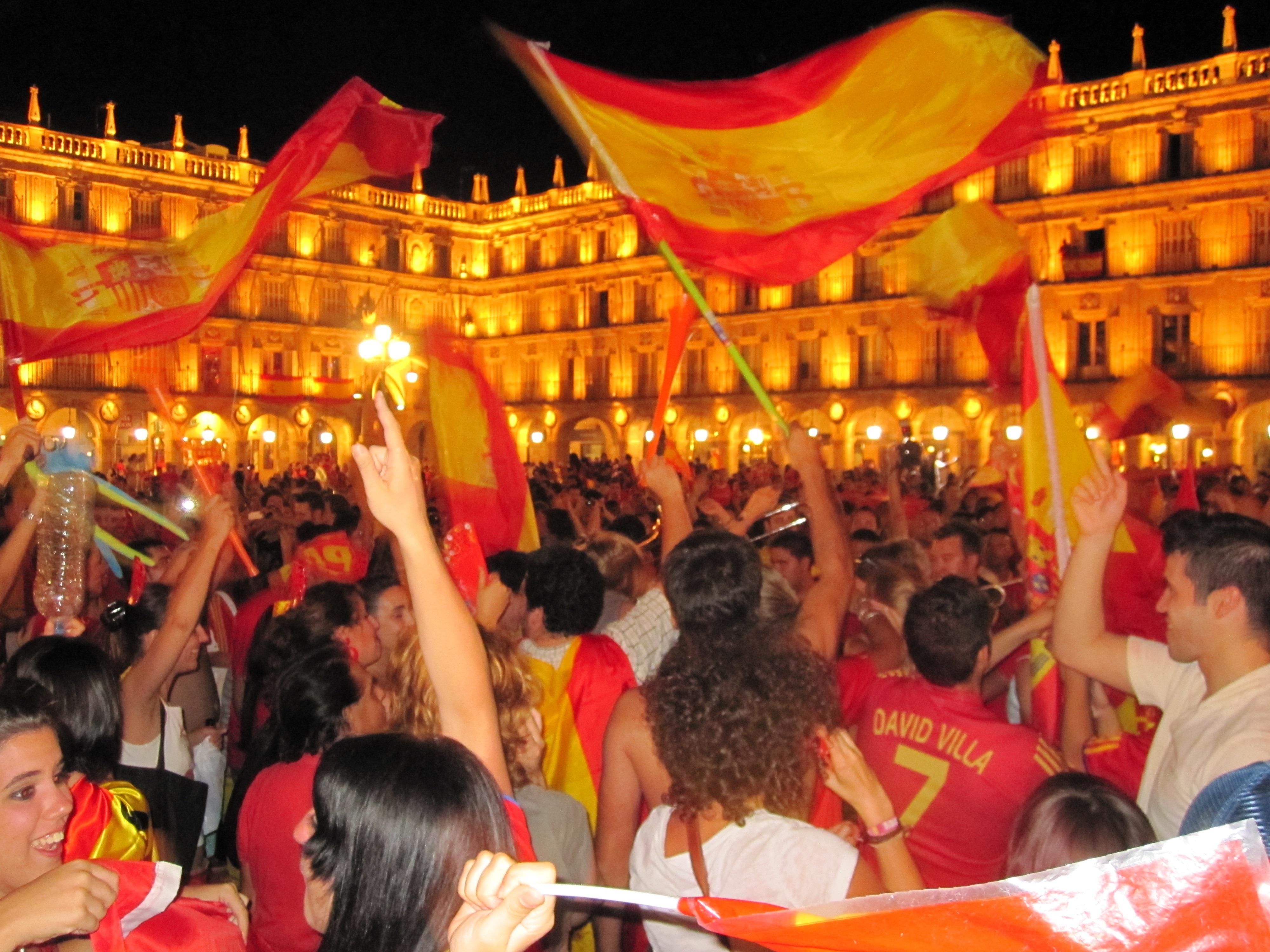
Espanhóis celebram a vitória na Copa do Mundo FIFA de 2010 em Salamanca

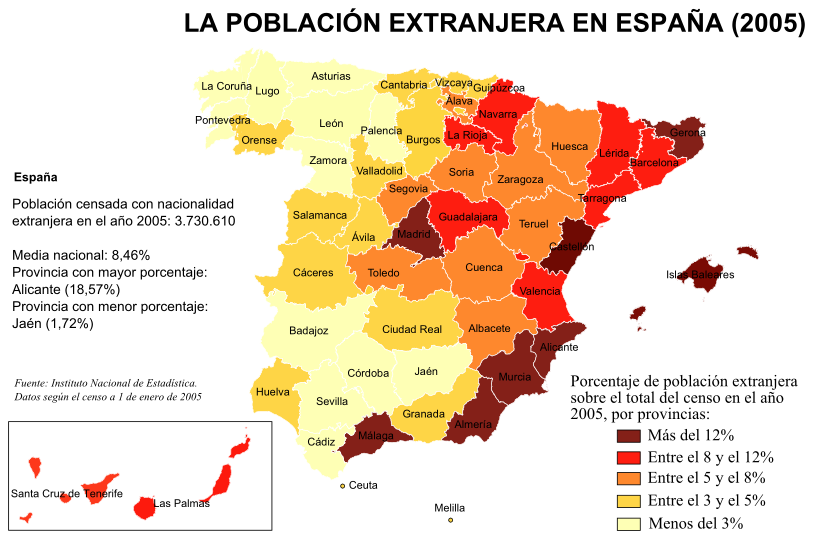
Distribuição de estrangeiros no território espanhol

Os espanhóis nativos compõem 88% da população total da Espanha. Depois da taxa de natalidade ter caído na década de 1980, a taxa de crescimento populacional da Espanha diminuiu, mas a população novamente cresceu baseada inicialmente no regresso de muitos espanhóis que emigraram para outros países europeus durante os anos 1970 e, mais recentemente, alimentada por um grande número de imigrantes que constituem 12% da população. Os imigrantes são originários principalmente na América Latina (39%), Norte da África (16%), Europa Oriental (15%) e África subsaariana (4%).
Em 2008, o país concedeu a cidadania a 84 170 pessoas, principalmente para pessoas vindas do Equador, Colômbia e Marrocos. Uma parte considerável dos residentes estrangeiros na Espanha também vêm de outros países da Europa Ocidental e Central. Estes são em sua maioria britânicos, franceses, alemães, holandeses e noruegueses. Eles residem principalmente na costa do Mediterrâneo e nas ilhas Baleares, onde muitos escolhem para viver sua aposentadoria.
Populações substanciais descendentes de colonos espanhóis e imigrantes existem em outras partes do mundo, com destaque para a América Latina. Começando no final do século XV, um grande número de colonos ibéricos estabeleceu-se no que se tornou a América Latina e no momento a maior parte dos latino-americanos brancos (que representam cerca de um terço da população da América Latina) são de origem espanhola ou portuguesa. No século XVI, estima-se que 240 000 espanhóis emigraram, principalmente para Peru e México. A eles se juntaram 450 000 que emigraram no século seguinte. Entre 1846 e 1932 estima-se que cerca de 5 milhões de espanhóis emigraram para a América, especialmente para Argentina, Cuba e Brasil Cerca de dois milhões de espanhóis migraram para outros países da Europa Ocidental entre 1960 e 1975. Durante o mesmo período, cerca de 300 000 foram para a América Latina.

### Imigração e migração

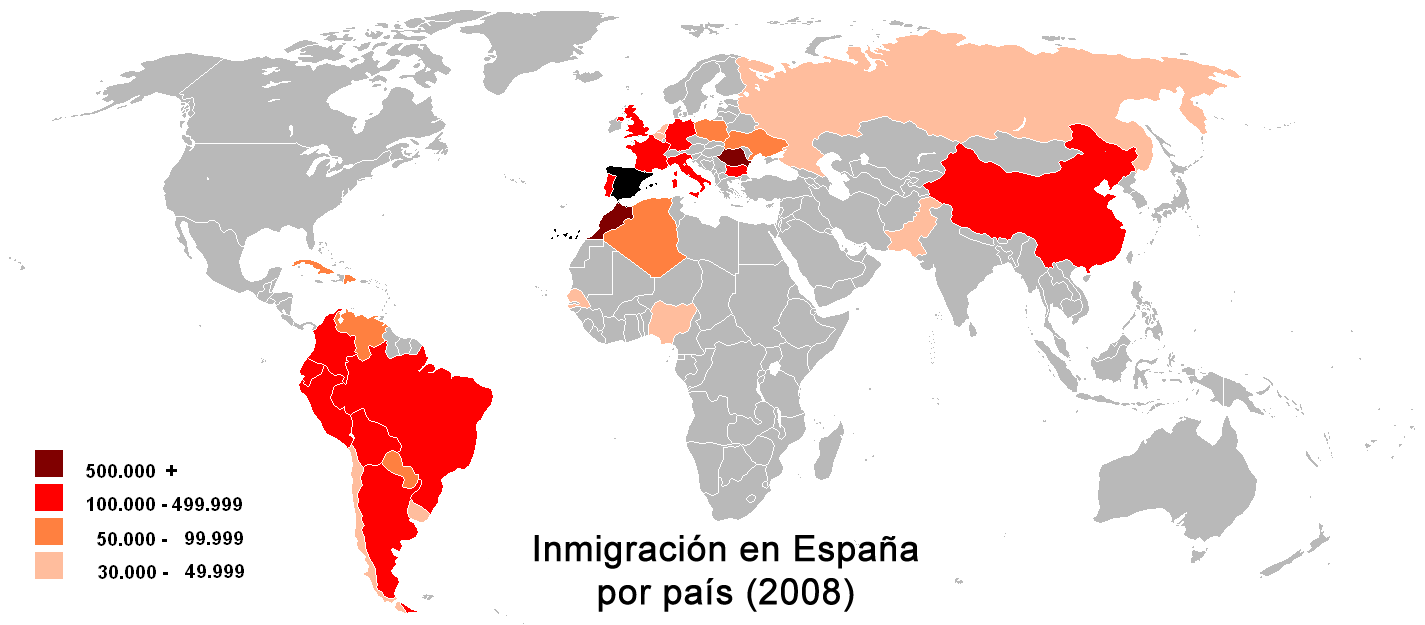
Principais países de origem de imigrantes que vivem na Espanha

Os movimentos migratórios, tanto internos quanto externos, foram determinantes na composição demográfica moderna da Espanha. Entre o final do século XIX e início do século XX, houve uma significativa corrente imigratória da Espanha para países ibero-americanos. Entre os principais destinos estavam Argentina, Cuba e Brasil. A densidade populacional da Espanha é menor que a da maioria dos países europeus. As populações rurais estão se movendo para as cidades. Nos últimos anos a Espanha apresenta uma considerável diminuição na taxa de imigração neta, deixando de possuir a maior taxa de imigração da Europa (em 2005 de 1,5% anual somente superado na UE pelo Chipre) atualmente sua taxa de imigração neta chega a 0,99%, ocupando a 15ª posição na União Europeia. Além disso, o 9° país com maior porcentagem de imigrantes dentro da UE, abaixo de países como Luxemburgo, Irlanda, Áustria e Alemanha.
Em 2005, a Espanha recebeu 38,6% da imigração para a União Europeia, principalmente de cidadãos de origem latino-americana, de outros países da Europa Ocidental, da Europa Oriental e do Magrebe. A população estrangeira na Espanha em 2007 cifrou-se em 4 144 166, um incremento de 11,1% em relação ao ano anterior. Este valor representa 9,3% dos 44 708 964 habitantes na Espanha.

### Idiomas

As línguas da Espanha (simplificado):
castelhano
catalão
basco
galego
aranês
asturiano
aragonês

A Espanha é abertamente um país multilíngue. O idioma oficial e o mais falado no conjunto da Espanha, por 98,9% da população, é o castelhano, língua materna de 89% dos espanhóis, que pode receber a denominação alternativa de espanhol. A estimativa do seu número de falantes em todo o mundo vai desde os 450 aos 500 milhões de pessoas, sendo a segunda língua materna mais falada depois do chinês. Há previsões que se torne a segunda língua de comunicação internacional depois do inglês no futuro, e, após este, é a segunda língua mais estudada.
A Constituição Espanhola reconhece a riqueza linguística de Espanha como património cultural sujeito a especial respeito e proteção, e declara que o "resto de línguas espanholas" são oficiais nas comunidades autónomas segundo os seus estatutos de autonomia, apesar de ser apenas um dever e obrigação o conhecimento do castelhano.
Na Espanha, gozam da mesma proteção que o idioma espanhol as seguintes línguas: catalão (entre 9% e 17% da população); galego (entre 5% e 7% da população); basco (1% da população); asturo-leonês; aragonês; occitano; português; tarifit (em Melilha); e árabe (em Ceuta e Melilha). A Espanha ratificou em 9 de abril de 2001 a Carta Europeia das Línguas Regionais ou Minoritárias do Conselho Europeu.

### Religião
Religião na Espanha (est. 2023)
O artigo 16-3 da constituição espanhola vigente define o país como um Estado sem confissão: ‘‘Nenhuma confissão terá caráter estatal‘‘. Porém, é garantida a liberdade religiosa e de culto dos indivíduos e é assegurada uma relação de cooperação entre os poderes públicos e todas as confissões religiosas. De acordo com o Centro de Investigações Sociológicas, o centro estatal espanhol de estatística, no seu estudo de julho de 2019, cerca de 67,4% dos espanhóis classificaram-se como católicos romanos, embora apenas 22,7% sejam praticantes. Por outro lado, os ateus ou não religiosos somam 21,6%, e os agnósticos chegam a 7,5%. Os aderentes de outras religiões (incluindo islamismo, protestantismo, budismo etc.), cerca de 2%.
De acordo com pesquisa de 2010 do Eurobarometer, 59% da população espanhola acredita na existência de algum deus. 20% dos espanhóis acreditam na existência de algum tipo de espírito ou força vital, ao passo que 19% não acredita que exista qualquer tipo de espírito, deus, ou força vital.

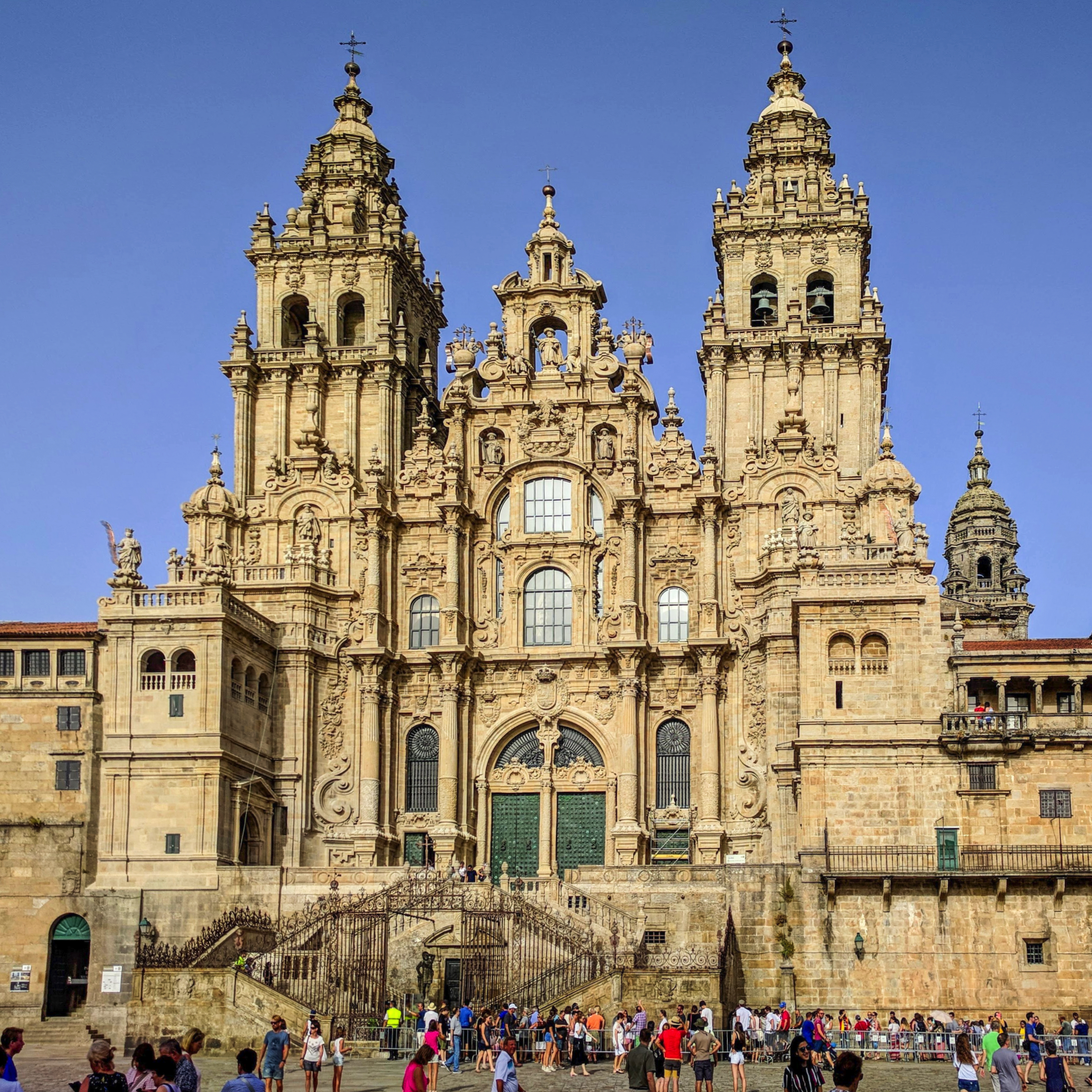
Catedral de Santiago de Compostela, fim dos Caminhos de Santiago

A maioria dos espanhóis não frequentam templos religiosos regularmente. O estudo apontou que, dos espanhóis que se dizem religiosos, 61% raramente frequenta a missa, 14% frequentam a missa algumas vezes ao ano, 10% algumas vezes ao mês e 14% todos os domingos ou várias vezes na semana. Embora uma maioria dos espanhóis seja católica, a maior parte, especialmente os jovens, ignora as doutrinas morais conservadoras em assuntos como sexo antes do casamento, orientação sexual e métodos contraceptivos.
A segunda religião em número de membros é a muçulmana. Calcula-se que há cerca de 800 000 fiéis, vindos fundamentalmente das recentes ondas de imigração. Há também um número crescente de igrejas protestantes, que somam cerca de 400 000 fiéis (a estatística própria dos protestantes em Espanha indica 1,2 milhões, dos quais 400 000 são espanhóis e o resto são estrangeiros que residem na Espanha durante pelo menos seis meses ao ano).

## Política

### Governo
A Espanha é uma monarquia parlamentarista, com um monarca hereditário que exerce como Chefe de Estado — o Rei da Espanha, e um parlamento bi-cameral, as Cortes Generales. O poder executivo é formado por um Conselho de Ministros presidido pelo Presidente do Governo, que exerce como Chefe de Governo, e o poder judicial está formado pelo conjunto de Juizados e Tribunais, integrado por Juízes e Magistrados, que têm a potestade de administrar justiça em nome do Rei. O poder legislativo se estabelece nas Cortes Gerais, que é o órgão supremo de representação do povo espanhol. As Cortes Gerais são compostas de uma câmara baixa, o Congresso dos Deputados, e uma câmara alta, o Senado.
O Congresso dos Deputados é formado por 350 membros eleitos por votação popular, em listas fechadas e através de representação proporcional mediante circunscrições provinciais, para servir em legislaturas de quatro anos. O sistema não é absolutamente proporcional, já que existe um número mínimo de cadeiras por circunscrição (3) e se usa um sistema proporcional levemente corrigido para favorecer as listas majoritárias (o Sistema d'Hondt).
O Senado possui 259 membros, dos quais 208 são eleitos diretamente mediante voto popular, por circunscrições provinciais, em cada uma das quais se elegem 4 senadores, seguindo um sistema majoritário (3 para a lista majoritária, 1 para a seguinte), exceto nas ilhas Baleares e nas ilhas Canárias, onde cada circunscrição é uma ilha. Os outros 51 são designados pelos órgãos regionais para servir, também, por períodos de quatro anos. No dia 2 de junho de 2014, o rei Juan Carlos I abdicou do trono a favor do seu filho, que tornou-se o rei Filipe VI. Foi a primeira vez em mais de cinquenta anos que um rei abdica do trono na Espanha.

### Relações internacionais

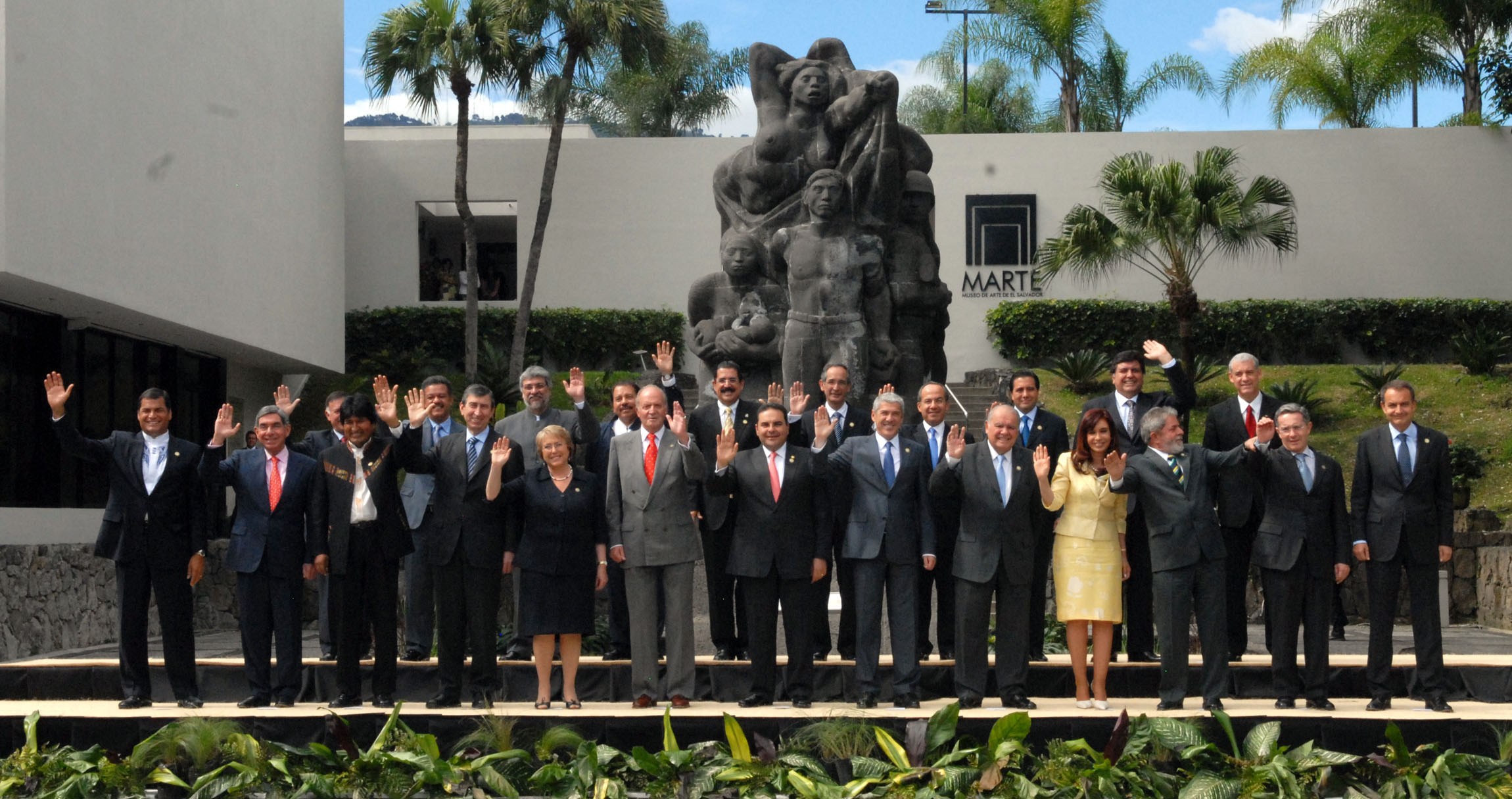
Conferência Ibero-Americana em San Salvador, 2008

Após o retorno da democracia após a morte de Franco em 1975, as prioridades da política externa da Espanha foram romper o isolamento diplomático dos anos da ditadura franquista e expandir as relações diplomáticas, entrar na Comunidade Europeia e definir as relações de segurança com o Ocidente. A Espanha manteve relações especiais com a América hispânica e as Filipinas. Sua política enfatiza o conceito de comunidade ibero-americana, essencialmente a renovação do conceito de "hispanismo", que procura vincular a Península Ibérica à América hispânica através da linguagem, comércio, história e cultura. É fundamentalmente "baseado em valores compartilhados e na recuperação da democracia".

#### Reivindicações territoriais

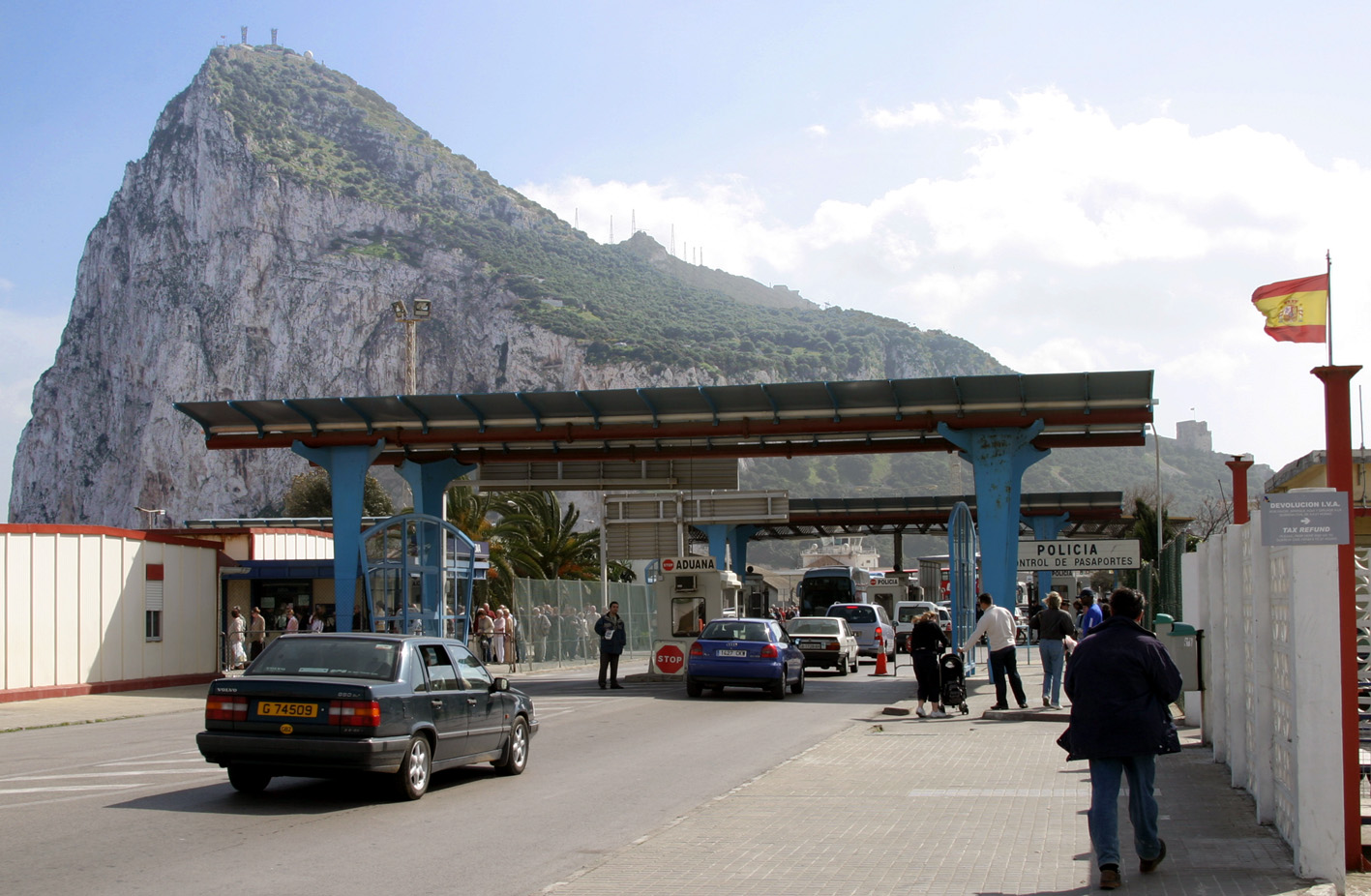
Fronteira Espanha-Reino Unido em Gibraltar, território britânico ultramarino reivindicado pela Espanha

A Espanha reivindica Gibraltar, um território britânico ultramarino de 6 km2, na parte mais meridional da Península Ibérica. Então uma cidade espanhola, foi conquistado por uma força anglo-holandesa em 1704 durante a Guerra da Sucessão Espanhola em nome do Arquiduque Carlos, pretendente do trono espanhol. A situação jurídica relativa a Gibraltar foi resolvida em 1713 pelo Tratado de Utrecht, no qual a Espanha cedeu o território perpetuamente à Coroa britânica, afirmando que, se os britânicos abandonassem o local, ele seria oferecido à Espanha em primeiro lugar. Desde a década de 1940, a Espanha pediu o retorno de Gibraltar. A esmagadora maioria dos gibraltânicos se opõe fortemente a isso, assim como rejeitam qualquer proposta de soberania compartilhada. As resoluções da ONU apelam ao Reino Unido e à Espanha para chegarem a um acordo sobre o estatuto de Gibraltar.
Outra reivindicação da Espanha é sobre as ilhas Selvagens, uma reivindicação não reconhecida por Portugal. A Espanha afirma que são rochas e não ilhas, alegando que não há águas territoriais portuguesas em torno das ilhas em disputa. Em 5 de julho de 2013, a Espanha enviou uma carta à ONU que expressava esses pontos de vista.

### Forças armadas

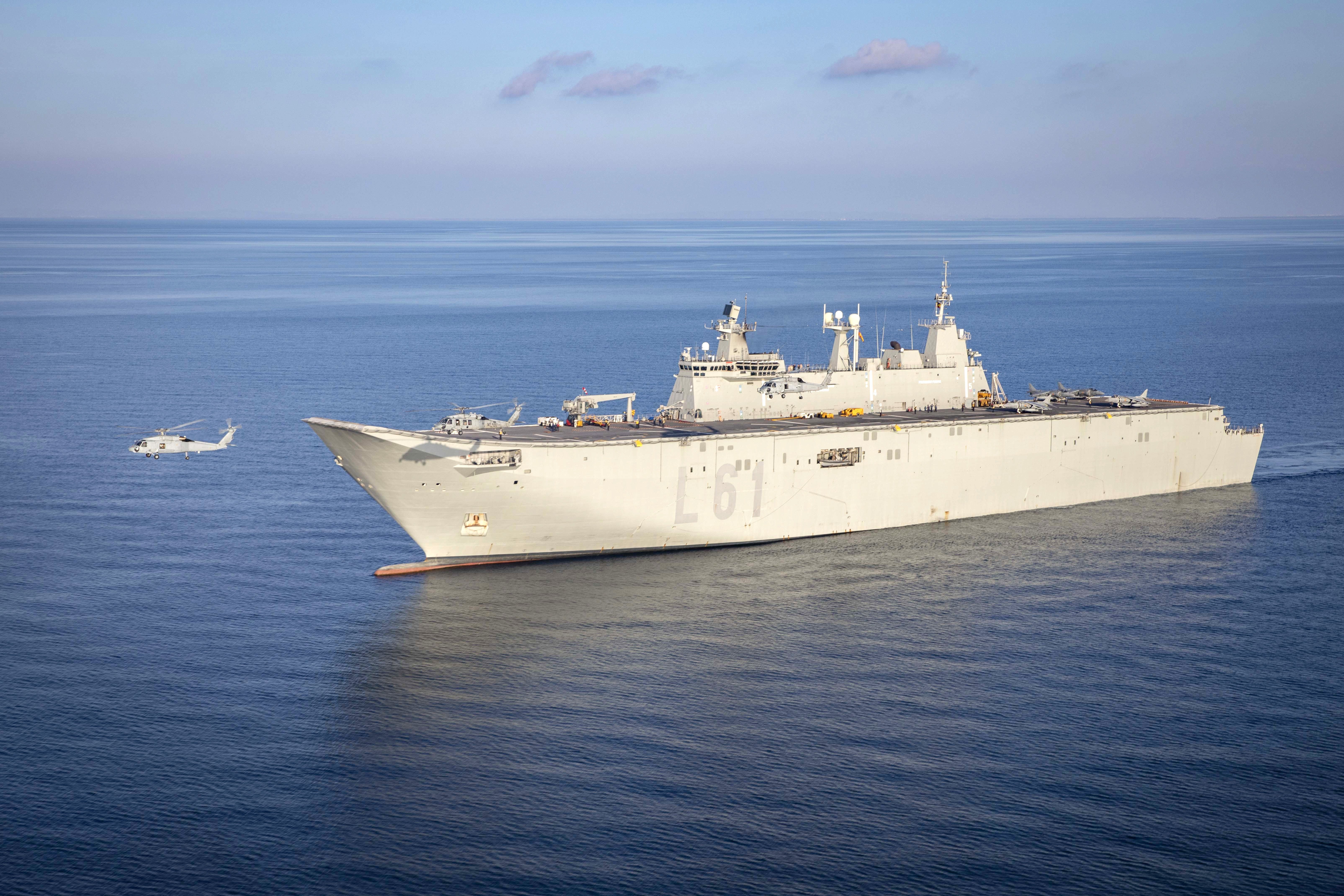
Navio de assalto anfíbio Juan Carlos I, o navio-chefe da Armada Espanhola, em Ferrol

As forças armadas da Espanha tem como comandante-em-chefe o rei da Espanha, Felipe VI. Elas são responsáveis por garantir a soberania e independência da Espanha, defensora de sua integridade territorial e da ordem constitucional, de acordo com as funções confiadas na Constituição de 1978. São formações: Exército, Força Aérea, Armada Espanhola, Guarda Real e Unidade Militar de Emergência, bem como o chamado Corpo Comum.
As forças armadas espanholas são uma força profissional com 121 900 funcionários ativos e 4 770 na reserva. O país também possui a Guarda Civil de 77 000 soldados, que está sob o controle do Ministério da Defesa em tempos de emergência nacional. O orçamento da defesa espanhola é de cerca de 5,7 bilhões de euros (2015).
O Exército Espanhol consiste em 15 brigadas ativas e 6 regiões militares. A infantaria moderna possui diversas capacidades e isso se reflete nos diversos papéis que lhes são atribuídos. Existem quatro papéis operacionais que os batalhões de infantaria podem cumprir: assalto aéreo, infantaria blindada, infantaria mecanizada e infantaria leve.

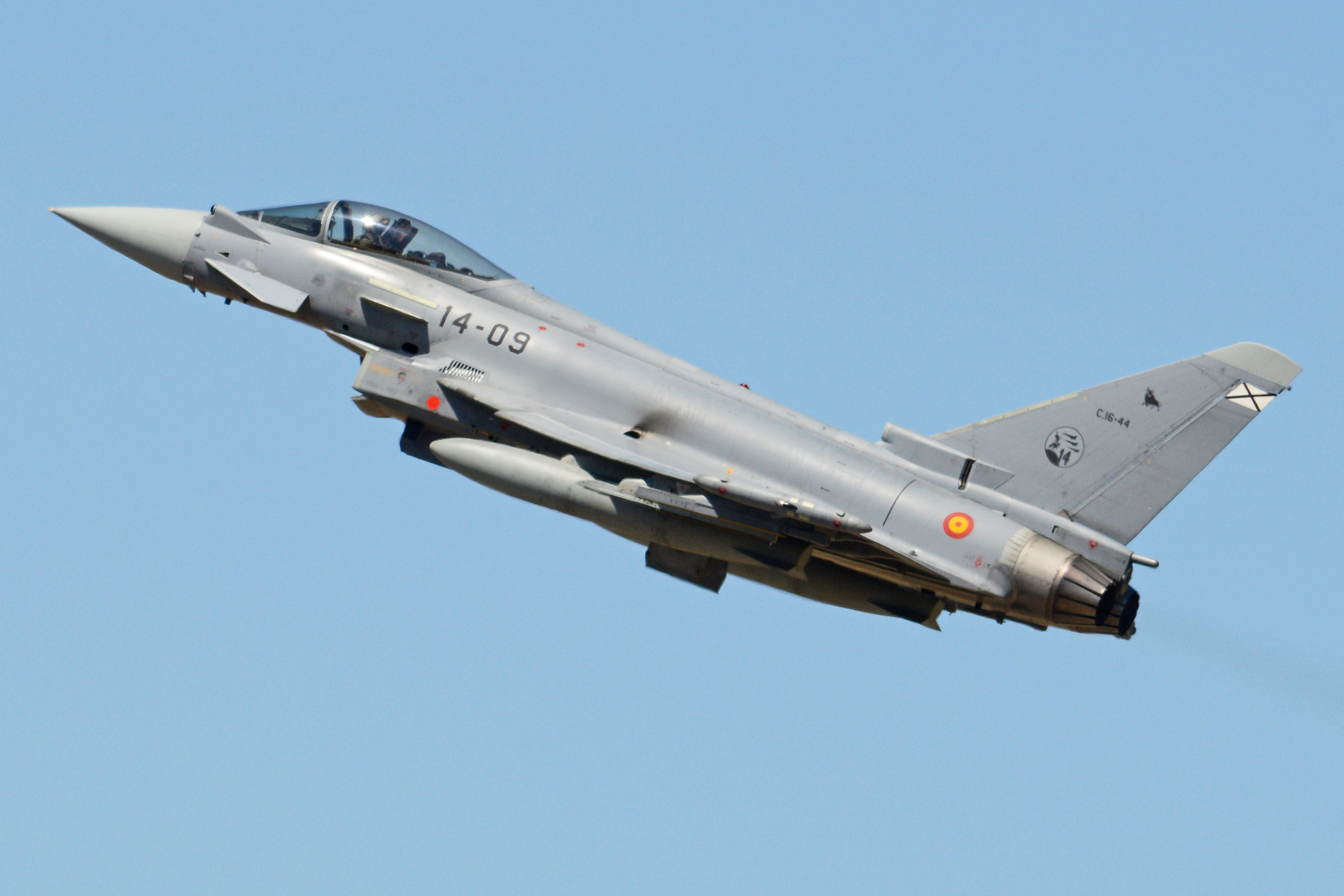
Eurofighter Typhoon da Força Aérea

O atual navio-chefe da Marinha Espanhola é o navio de assalto anfíbio Juan Carlos I, que também é usado como porta-aviões. Além disso, a frota é composta por: 2 docas de transporte anfíbio, 11 fragatas, 3 submarinos, 6 embarcações de contramedidas para minas, 23 embarcações de patrulha e vários navios auxiliares. O deslocamento total da Marinha Espanhola é de aproximadamente 220 000 toneladas. Em 2012, a Armada contava com 20 838 funcionários.
A Espanha possui dez esquadrões de caça, cada um com 18 a 24 aviões. A força aérea também possui 15 bases aéreas operacionais em todo o país e mantém cerca de 450 aeronaves no total, das quais cerca de 130 são aeronaves de combate, incluindo vários Eurofighter Typhoons.
A Espanha pertence à Organização do Tratado do Atlântico Norte (OTAN) desde 1982. A decisão foi ratificada em um referendo em 1986 pelo povo espanhol. As condições foram a redução das bases militares norte-americanas, nenhuma integração da Espanha na estrutura militar da OTAN e a proibição de introduzir armas nucleares no território espanhol.

## Subdivisões
Desde a Constituição de 1978 que a Espanha está dividida em 17 comunidades autônomas e as duas cidades autônomas de Ceuta e Melilla, gozando estas de estatuto intermediário entre o município e a Comunidade. Das 17 comunidades autônomas, oito delas (Galiza, País Basco, Andaluzia, ilhas Canárias, Catalunha, Aragão, Comunidade Valenciana e ilhas Baleares) possuem condição de "Nacionalidades Históricas" reconhecidas na Constituição, juntamente com um "Estatuto de autonomia", o que reverte num maior poder e capacidade de decisão e soberania com respeito às outras comunidades.

### Estado das Autonomias

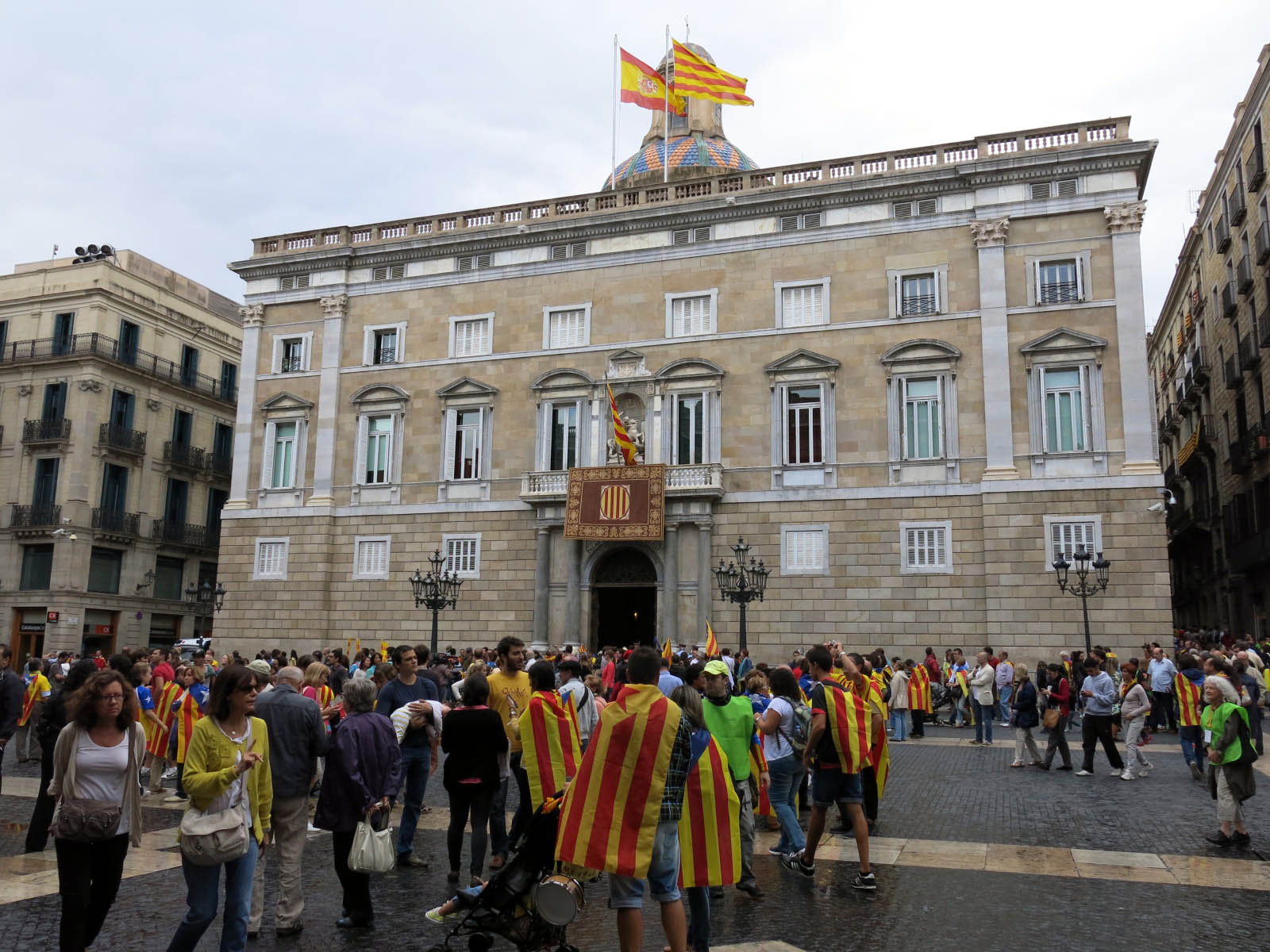
Edifício sede do governo da Generalidade da Catalunha

A Espanha é na atualidade o que se denomina um "Estado de Autonomias", um país formalmente unitário, mas que funciona como uma federação descentralizada de comunidades autônomas, cada uma delas com diferentes níveis de autonomia. As diferenças dentro deste sistema são provocadas pelo processo de transferência de responsabilidades do governo central para as regiões foi pensado em um princípio como um processo, que garantisse um maior grau de autonomia somente àquelas comunidades que buscavam um tipo de relação mais federalista com o resto da Espanha (as chamadas comunidades autônomas de regime especial: Andaluzia, ilhas Canárias, Catalunha, Aragão, Comunidade Valenciana, ilhas Baleares, Galiza e País Basco). Por outro lado, o resto de comunidades autônomas (comunidades autônomas de regime comum) teria uma menor autonomia. Porém, estava previsto que ao longo dos anos, estas comunidades fossem adquirindo gradativamente maior autonomia.
Hoje em dia, a Espanha está considerada como um dos países europeus mais descentralizados, pois todos os seus diferentes territórios administram de forma local seus sistemas de saúde e educativos, assim como alguns aspetos do orçamento público; alguns deles, como o País Basco e Navarra, administram seu orçamento sem praticamente contar, excetuado em alguns aspetos, com a supervisão do governo central espanhol. Catalunha, Navarra e o País Basco possuem suas próprias polícias totalmente operativas e completamente autônomas. Excetuando Navarra (cuja polícia se chama Policía Foral de Navarra), tanto a polícia da Catalunha (Mossos d'Esquadra) como a polícia do País Basco (Ertzaintza) substituem as funções da Polícia Nacional da Espanha em seus respetivos territórios. Navarra ainda está em processo de transferência de funções.

### Movimentos separatistas

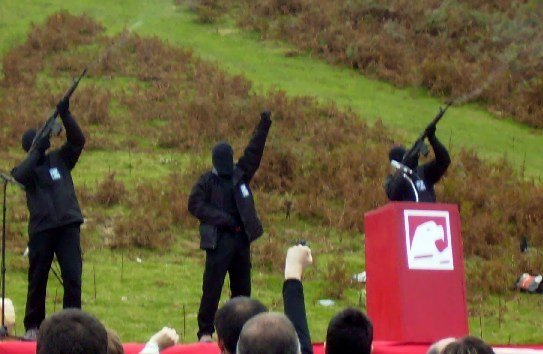
Membros do ETA durante o Dia do Soldado Basco em 2006

Existem na Espanha diversos movimentos políticos de posição separatista, ligados a nacionalismos periféricos, como o nacionalismo basco, o nacionalismo galego, o nacionalismo catalão, que reclamam a independência da Espanha dos territórios em que são ativos.
Estes movimentos acontecem na Catalunha, Galiza, Navarra e no País Basco, onde existem partidos explicitamente separatistas como a "União do Povo Galego" (UPG), "Esquerda Republicana da Catalunha", "Aralar", o "Eusko Alkartasuna", assim como os seguidores da chamada "esquerda abertzale" que não se desvinculam do ETA (sua última denominação formal é Batasuna, partido ilegalizado em Espanha, mas legal em França). Por outro lado, partidos como o "Bloco Nacionalista Galego" (BNG), "Partido Nacionalista Basco" (PNV) e "Convergència i Unió" (CiU) oscilam entre posturas autonomistas e abertamente separatistas.

## Economia
A economia mista capitalista da Espanha é a décima sexta maior economia do mundo em PIB (PPC), a décima quarta maior por PIB nominal e a quinta maior na União Europeia, bem como a quarta maior da Zona Euro. O país é também o terceiro maior investidor do mundo.
Nas exportações, em 2020, o país foi o 16º maior do mundo (US$ 337,2 bilhões em mercadorias, 1,8% do total mundial, ou US$ 486 bilhões se considerarmos bens e serviços exportados). Em 2019, foi o 14º maior importador do mundo, com o valor de US$ 375,4 bilhões. A Espanha tinha a 14ª indústria mais valiosa do mundo em 2019 (US$ 155,4 bilhões), de acordo com o Banco Mundial.
O governo de centro-direita do ex-primeiro-ministro José María Aznar teve sucesso para ser admitido no grupo de países que lançaram o euro em 1999. A taxa de desemprego situava-se em 7,6% em outubro de 2006, uma taxa que comparavelmente favorável a de muitos outros países europeus e especialmente com o início dos anos 1990 quando se situava em mais de 20%. Os pontos fracos perenes da economia espanhola incluem alta inflação, uma grande economia informal e um sistema educativo que os relatórios da OCDE classificam entre os piores entre os países desenvolvidos, em conjunto com os Estados Unidos e o Reino Unido.
No entanto, a bolha imobiliária que começou a se formar a partir de 1997, alimentada por taxas de juros historicamente baixas e uma onda imensa de imigração, implodiu em 2008 e levou a economia a um rápido enfraquecimento e a um aumento do desemprego. Até o final de maio de 2009, o desemprego atingiu 18,7% (37% para os jovens).
Antes da atual crise, a economia espanhola era creditada por ter evitado uma taxa de crescimento virtual zero como alguns de seus maiores parceiros na União Europeia apresentaram. Na verdade, a economia do país criou mais de metade de todos os novos postos de trabalho na União Europeia durante cinco anos até 2005, um processo que está sendo rapidamente revertido. A economia espanhola, até há pouco tempo, era considerada uma das mais dinâmicos da União Europeia, atraindo uma quantidade significativa de investimentos estrangeiros. O crescimento econômico mais recente foi grandemente beneficiado pelo boom imobiliário mundial, com o setor de construção civil representando surpreendentes 16% do PIB do país e 12% dos empregos no seu último ano.
Segundo cálculos do jornal alemão Die Welt, a Espanha estava a caminho de ultrapassar países como a Alemanha em renda per capita até 2011. No entanto, o PIB per capita da Espanha ainda era inferior à média da União Europeia, que era de 29 800 USD em 2010, tornando-se o segundo mais baixo da Europa Ocidental, depois do de Portugal. O lado negativo do agora extinto boom imobiliário é também um correspondente aumento nos níveis de endividamento pessoal: o nível médio de endividamento das famílias triplicou em menos de uma década. Isto pôs grande pressão em cima de uma renda mais baixa para os grupos de renda média; até 2005, o nível médio de endividamento em relação a renda havia crescido para 125%, devido principalmente ao boom de hipotecas caras, que hoje muitas vezes excedem o valor da propriedade.
Em 2008/2009, o arrocho do crédito e a recessão mundial manifestaram-se na Espanha através de uma enorme recessão no setor imobiliário. Contudo, os bancos da Espanha e os serviços financeiros evitaram os problemas mais graves dos seus congéneres nos Estados Unidos e no Reino Unido, devido principalmente a um regime financeiro conservador e regulamentado rigorosamente respeitado. A Comissão Europeia previu que a Espanha iria entrar em recessão econômica até o final de 2008. Segundo o Ministro das Finanças da Espanha, "a Espanha enfrenta a sua pior recessão em meio século".
A desigualdade social na Espanha é alta e aumentou nas últimas décadas. Em 2022, os 10% mais ricos da população espanhola detinham 53,8% da riqueza total do país, enquanto os 50% mais pobres detinham apenas 7,8%. A concentração de riqueza é ainda mais acentuada entre o 1% mais rico, que detém 22,4% da riqueza.

### Turismo

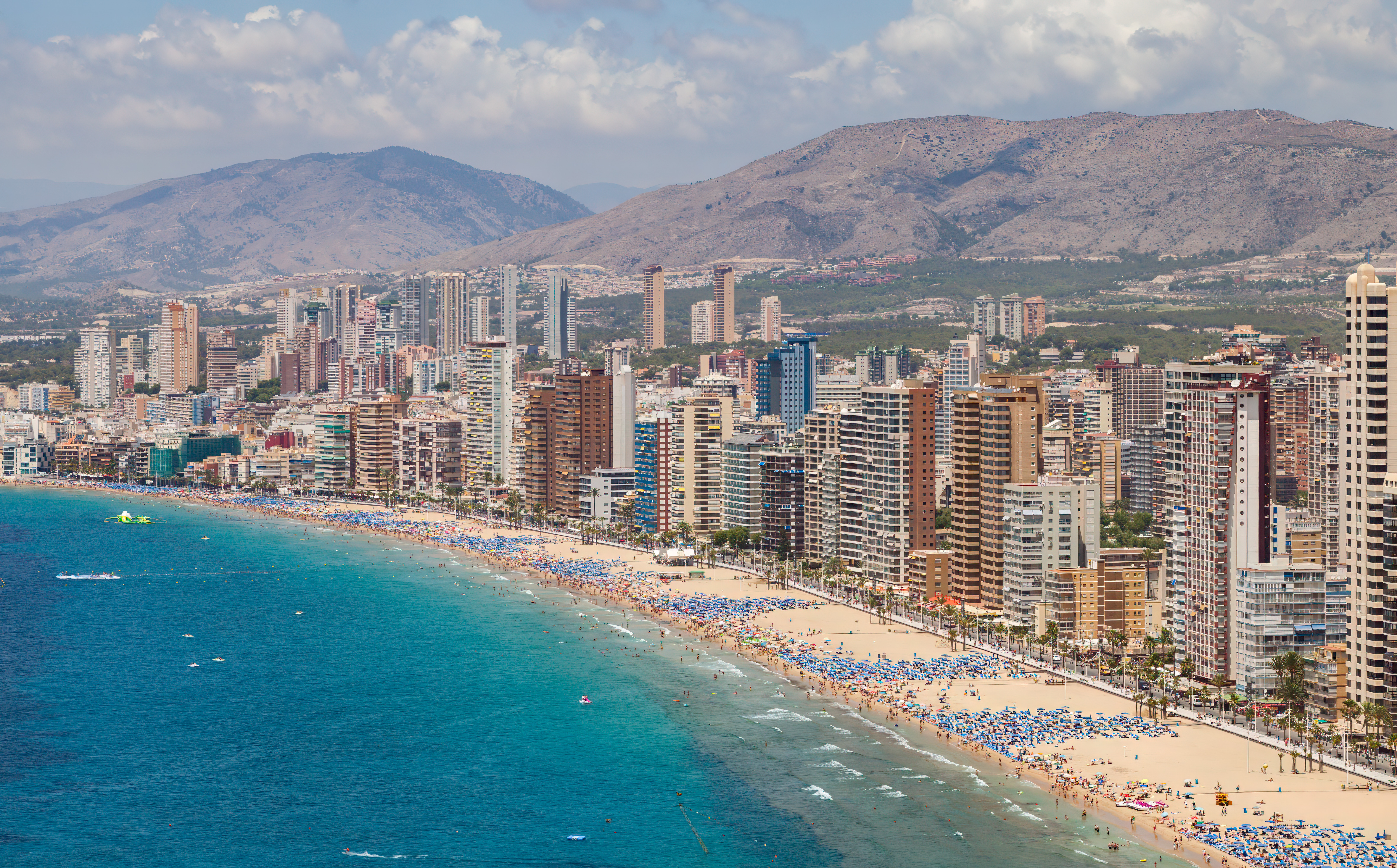
Benidorm, na província de Alicante, na Comunidade Valenciana

Em 2017, a Espanha foi o segundo país mais visitado do mundo, registrando 82 milhões de turistas, que marcaram o quinto ano consecutivo de números recorde. A sede da Organização Mundial de Turismo está localizada em Madri.
A localização geográfica da Espanha, costas populares, paisagens diversas, legado histórico, cultura vibrante e excelente infraestrutura fizeram da indústria turística internacional do país uma das maiores do mundo. Nas últimas cinco décadas, o turismo internacional na Espanha cresceu e se tornou o segundo maior do mundo em termos de gastos, no valor de aproximadamente 40 bilhões de euros ou cerca de 5% do PIB do país em 2006.

## Infraestrutura

### Energia

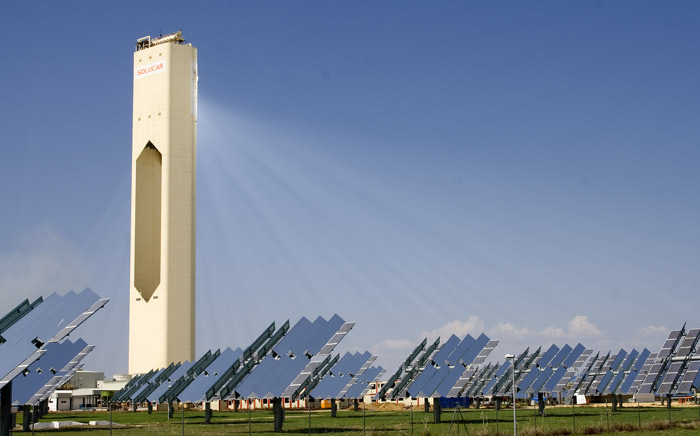
Torre de energia solar PS10, em Sanlúcar la Mayor, perto de Sevilha

A Espanha era um dos países líderes mundiais no desenvolvimento e produção de energia renovável. Em 2012, a Espanha era um dos líderes mundiais em energia eólica e energia solar instaladas. À época, somente EUA, China e Alemanha tinham mais energia eólica instalada em seu território; já na energia solar, apenas EUA, China, Japão, Alemanha e Itália. Em 2010, suas turbinas eólicas geraram 42 976 GWh, responsáveis por 16,4% de toda a energia elétrica produzida na Espanha. Em 9 de novembro de 2010, a energia eólica atingiu um pico histórico instantâneo, cobrindo 53% da demanda continental de eletricidade e gerando uma quantidade de energia equivalente à de 14 reatores nucleares. Em 2021, a Espanha tinha, em energia elétrica renovável instalada, 20 116 MW em energia hidroelétrica (12º maior do mundo), 27 497 MW em energia eólica (5º maior do mundo), 15 952 MW em energia solar (10º maior do mundo), e 1 003 MW em biomassa.
As fontes de energia não renováveis usadas na Espanha são nucleares (8 reatores operacionais), gás natural, carvão e petróleo. Juntos, os combustíveis fósseis geraram 58% da eletricidade da Espanha em 2009, logo abaixo da média da OCDE de 61%. A energia nuclear gerou outros 19% e a energia eólica e a hidrelétrica cerca de 12% cada.

### Transportes
O sistema rodoviário espanhol é principalmente centralizado, com seis rodovias que ligam Madrid ao País Basco, Catalunha, Valência, Andaluzia Ocidental, Estremadura e Galiza. Além disso, existem rodovias ao longo das costas do Atlântico (Ferrol a Vigo), Cantábria (Oviedo a San Sebastián) e do Mediterrâneo (Girona a Cádis). A Espanha estabeleceu a meta de colocar um milhão de carros elétricos nas estradas até 2014 como parte do plano do governo para economizar energia e aumentar a eficiência energética. O ex-ministro da Indústria, Miguel Sebastián, disse que "o veículo elétrico é o futuro e o motor de uma revolução industrial".
A Espanha possui a mais extensa rede ferroviária de alta velocidade na Europa e a segunda mais extensa do mundo, depois da China. Em outubro de 2010, a o país possuía um total de 3 500 km de trilhos de alta velocidade ligando Málaga, Sevilha, Madrid, Barcelona, Valência e Valladolid, com trens com velocidades até 300 km/h. Em média, o trem de alta velocidade espanhol é o mais rápido do mundo, seguido do trem-bala japonês e do TGV francês. Em relação à pontualidade, é o segundo lugar no mundo (98,54% de chegada no horário) após o japonês Shinkansen (99%). Caso os objetivos do ambicioso programa AVE (trens de alta velocidade espanhóis) sejam atendidos, até 2020, a Espanha terá 7 000 km de trens-bala que ligam quase todas as cidades provinciais a Madrid em menos de três horas e a Barcelona em quatro horas.
Existem 47 aeroportos públicos na Espanha. O mais movimentado é o aeroporto de Madrid (Barajas), com 50 milhões de passageiros em 2016, sendo o 25º aeroporto mais movimentado do mundo, bem como o quarto mais ocupado da União Europeia. O aeroporto de Barcelona (El Prat) também é importante, com 44 milhões de passageiros em 2016, sendo o 33.º aeroporto mais movimentado do mundo. Outros principais aeroportos estão localizados em Maiorca (23 milhões de passageiros), Málaga (13 milhões de passageiros), Las Palmas (11 milhões de passageiros), Alicante (dez milhões de passageiros) e menores, com número de passageiros entre quatro e dez milhões, como o aeroporto de Tenerife (dois aeroportos), Valência, Sevilha, Bilbao, Ibiza, Lanzarote e Fuerteventura. Além disso, mais de 30 aeroportos com o número de passageiros abaixo de quatro milhões.
Os portos e portos mais importantes são Algeciras, Barcelona, Valência e Bilbao outros: Cádiz, Cartagena, Ceuta, Huelva, La Coruña, Las Palmas, Málaga, Melilla, Gijón, Palma de Maiorca, Sagunto, Santa Cruz de Tenerife, Los Cristianos (Tenerife), Santander, Tarragona, Vigo, Motril, Almería, Sevilha, Castellón de la Plana, Alicante, Pasaia, Avilés e Ferrol.

### Saúde

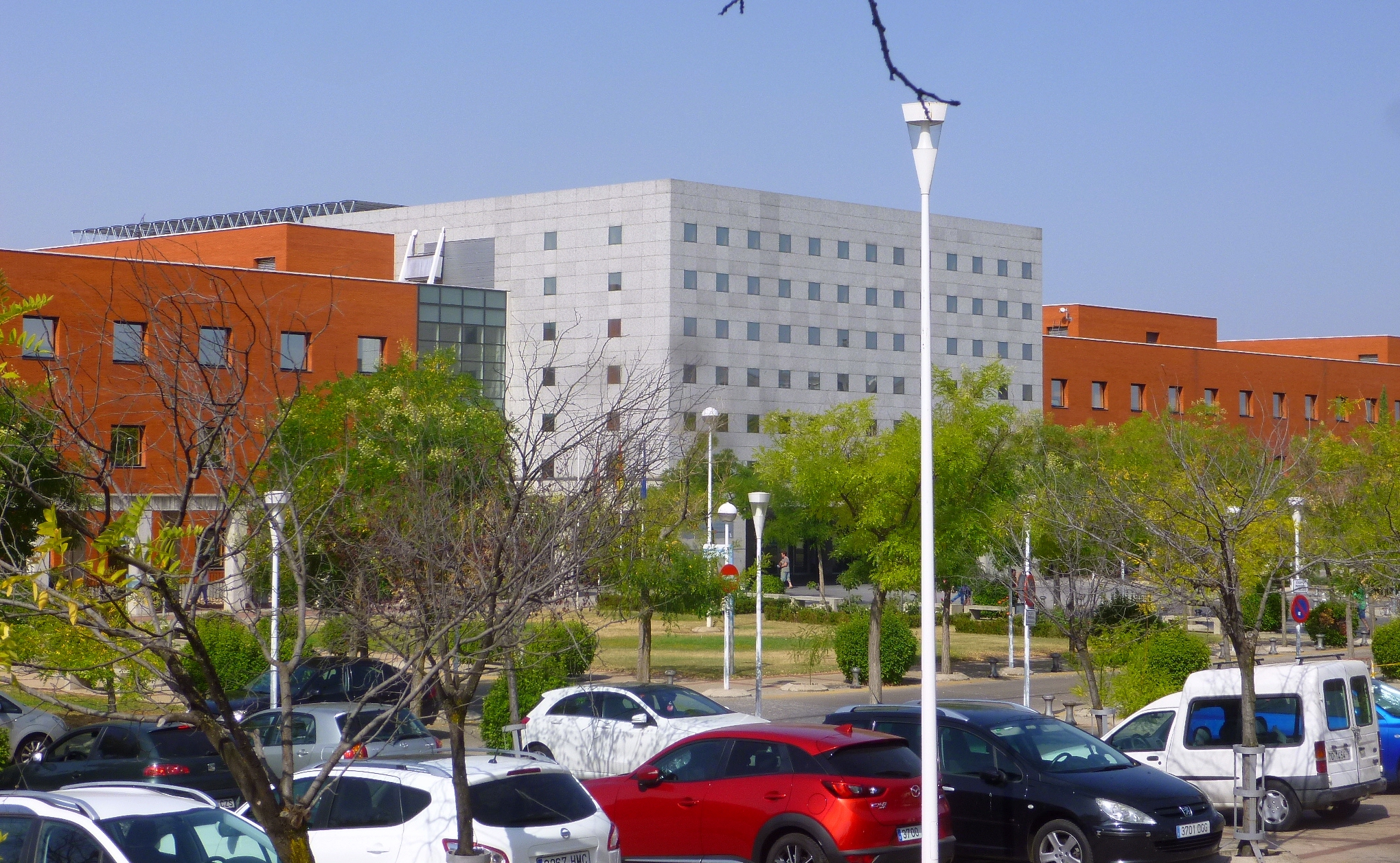
Hospital Universitário Fundação Alcorcón, em Madrid

O sistema de saúde da Espanha (Sistema Nacional de Saúde) é considerado um dos melhores do mundo, na 7ª posição no ranking elaborado pela Organização Mundial da Saúde (OMS). A assistência médica é pública, universal e gratuita para qualquer cidadão espanhol.
Segundo a Organização para Cooperação e Desenvolvimento Econômico (OCDE), os gastos totais em saúde representaram 9,4% do PIB espanhol em 2011, ligeiramente acima da média da OCDE de 9,3%. A Espanha é classificada em 1º no mundo em transplantes de órgãos.
O setor público é a principal fonte de financiamento da saúde. No país, 73% dos gastos com saúde foram financiados por fontes públicas em 2011, muito próximo da média de 72% nos países da OCDE. Desde 2010, os gastos a longo prazo em saúde diminuíram.

### Educação, ciência e tecnologia
| |  |                                                                                  |
| Universidade de Salamanca, onde Francisco de Vitória criou a Escola de Salamanca e o direito internacional |  | Observatório do Roque de los Muchachos, do Instituto de Astrofísica das Canárias |

A educação estatal na Espanha é gratuita e obrigatória dos 6 aos 16 anos de idade. O sistema educacional atual foi estabelecido pela lei educacional de 2006, a LOE (Ley Orgánica de Educación) ou Lei Orgânica de Educação. Em 2014, a LOE foi parcialmente modificada pela lei LOMCE mais nova e controversa (Ley Orgánica para la Mejora de la Calidad Educativa), ou Lei Orgânica para a Melhoria do Sistema Educacional, comumente chamada Ley Wert. Desde 1970 a 2014, a Espanha teve sete leis educacionais diferentes (LGE, LOECE, LODE, LOGSE, LOPEG, LOE e LOMCE). A Institución Libre de Enseñanza foi um projeto educacional que se desenvolveu em Espanha por meio século, de 1876 até 1936, por Francisco Giner de los Ríos e Gumersindo de Azcárate. O instituto inspirou-se na filosofia do krausismo. Concepción Arenal no feminismo e Santiago Ramón y Cajal na neurociência estavam no movimento.
Nos séculos XIX e XX, a ciência na Espanha foi retida por uma grave instabilidade política e consequente subdesenvolvimento econômico. Apesar destas condições, surgiram alguns cientistas e engenheiros importantes. Os mais notáveis foram Miguel Servet, Santiago Ramón y Cajal, Narcís Monturiol, Celedonio Calatayud, Juan de La Cierva y Codorniu, Leonardo Torres y Quevedo, Margarita Salas e Severo Ochoa. O Conselho Superior de Investigações Científicas (CSIC) é o principal órgão público dedicado à pesquisa científica no país. Classificou-se como a 5ª principal instituição científica governamental em todo o mundo (e a 32ª no geral) no ranking de instituições SCImago de 2018.

## Cultura
A Espanha é conhecida pelo seu patrimônio cultural diversificado, tendo sido influenciado por muitas nações e povos ao longo de sua história. A cultura espanhola tem suas origens nas culturas ibérica, celta, celtibera, latina, visigótica, católica romana, e islâmica. A definição de uma cultura nacional espanhola tem sido caracterizada pela tensão entre o estado centralizado, dominado nos últimos séculos por Castela, e muitas regiões e povos minoritários. Além disso, a história da nação e de seu ambiente mediterrânico e atlântico desempenharam papéis importantes na formação de sua cultura. A Espanha tem 47 patrimônios da humanidade, o que inclui a paisagem de Monte Perdido, nos Pirenéus, que é compartilhada com a França, os sítios de arte rupestre pré-históricos do Vale do Côa e o Siega Verde, que é compartilhado com Portugal, o Patrimônio de Mercúrio, compartilhado com a Eslovênia e as florestas primárias de faias dos Cárpatos e de outras regiões da Europa, compartilhadas com outros países da Europa. Além disso, a Espanha também possui 14 patrimônios culturais imateriais, ou "tesouros humanos".

### Artes

Las Meninas (1656), Diego Velázquez, Museu do Prado

Artistas da Espanha têm tido grande influência no desenvolvimento de vários movimentos artísticos europeus e norte-americanos. Devido à diversidade histórica, geográfica e geracional, a arte espanhola conheceu um grande número de influências. A herança mediterrânea com greco-romana e alguns mouros e influências na Espanha, especialmente na Andaluzia, ainda é evidente hoje. As influências europeias incluem Itália, Alemanha e França, especialmente durante os períodos renascentista, barroco espanhol e neoclássico. Existem muitos outros estilos autóctones, como a arte e a arquitetura pré-românica, a arquitetura herreriana ou o gótico isabelino.
Durante a Era de Ouro, os pintores que trabalhavam na Espanha incluíam El Greco, Ribera, Murillo e Zurbarán. Também no período barroco, Diego Velázquez criou alguns dos retratos espanhóis mais famosos, como Las Meninas e Las Hilanderas. Goya pintou durante um período histórico que inclui a Guerra da Independência Espanhola, as lutas entre liberais e absolutistas e a ascensão dos Estados-nações contemporâneos. Sorolla é um conhecido pintor impressionista moderno e existem muitos pintores espanhóis importantes pertencentes ao movimento artístico modernista, incluindo Picasso, Dalí, Gris e Miró.

### Literatura

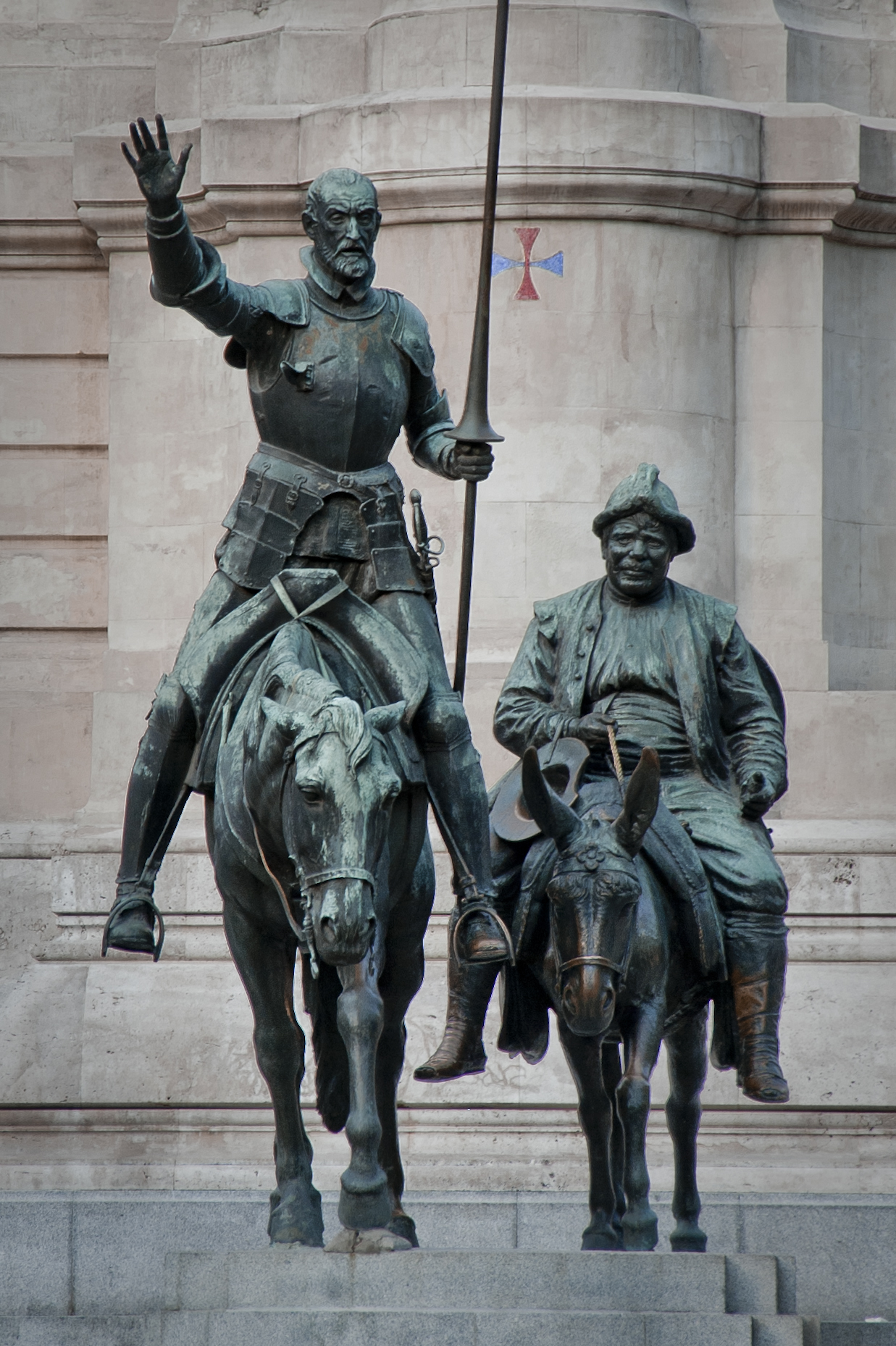
Estátuas de Dom Quixote e Sancho Panza

O desenvolvimento da literatura espanhola coincide e frequentemente se cruza com o de outras tradições literárias de regiões dentro do mesmo território, principalmente a literatura catalã; o galego também se cruza com as tradições literárias latinas, judaicas e árabes da península ibérica. A literatura da América Latina é um importante ramo da literatura espanhola, com suas próprias características particulares que remontam aos primeiros anos da conquista espanhola das Américas.
A conquista e ocupação romana da Península Ibérica, iniciada no século III a.C., trouxe uma cultura latina aos territórios espanhóis. A chegada dos invasores muçulmanos em 711 d.C. trouxe as culturas do Oriente Médio e Extremo Oriente. Na literatura espanhola medieval, os primeiros exemplos registrados de uma literatura vernacular misturam a cultura muçulmana, judaica e cristã. Uma das obras notáveis é o poema épico Cantar de Mio Cid, escrito em 1140. A prosa espanhola ganhou popularidade em meados do século XIII. A poesia lírica na Idade Média inclui poemas populares e a poesia cortês dos nobres. Durante o século XV, ocorreu o pré-renascimento e a produção literária aumentou muito. No Renascimento, os tópicos importantes eram poesia, literatura religiosa e prosa. Na era barroca do século XVII, importantes obras foram a prosa de Francisco de Quevedo e Baltasar Gracián. Miguel de Cervantes é provavelmente o autor mais famoso da Espanha, e sua obra Dom Quixote é considerado a obra mais emblemática no cânone da literatura espanhola e um clássico fundador da literatura ocidental.
Na era iluminista do século XVIII, obras notáveis incluem a prosa de Benito Jerónimo Feijoo, Gaspar Melchor de Jovellanos e José Cadalso; os poemas líricos de Juan Meléndez Valdés, Tomás de Iriarte e Félix María Samaniego e o teatro de Leandro Fernández de Moratín e Ramón de la Cruz. No romantismo (início do século XIX), tópicos importantes são: a poesia de José de Espronceda e outros poetas e o teatro, com Ángel de Saavedra (duque de Rivas), José Zorrilla e outros autores. No realismo (final do século XIX), misturado ao naturalismo, temas importantes são o romance, com Juan Valera, José Maria de Pereda, Benito Pérez Galdós, Emilia Pardo Bazán, Leopoldo Alas, Armando Palacio Valdés e Vicente Blasco Ibáñez.

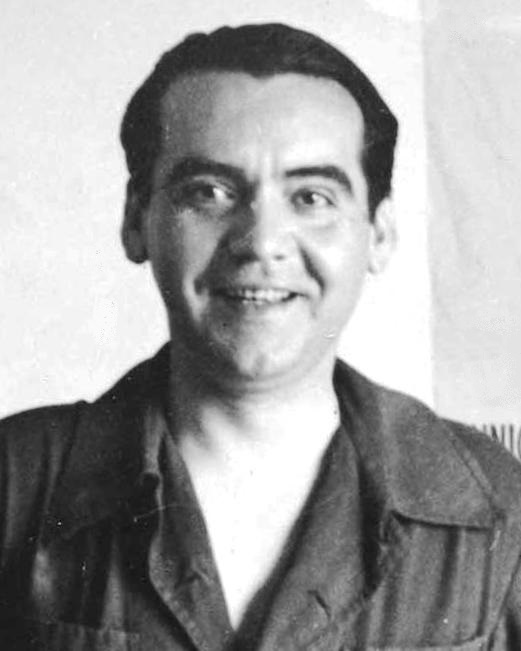
Federico García Lorca, membro da Geração de 27

No modernismo, aparecem várias correntes: parnasianismo, simbolismo, futurismo e criacionismo. A destruição da frota espanhola em Cuba pelos Estados Unidos em 1898 provocou uma crise na Espanha. Um grupo de escritores mais jovens, entre eles Miguel de Unamuno, Pío Baroja e José Martínez Ruiz, fez alterações na forma e no conteúdo da literatura. No ano de 1914 — o ano da eclosão da Primeira Guerra Mundial e da publicação do primeiro grande trabalho da voz principal da geração, José Ortega y Gasset — vários escritores haviam estabelecido seu próprio lugar na cultura espanhola. Entre as principais vozes estão o poeta Juan Ramón Jiménez, os acadêmicos e ensaístas Ramón Menéndez Pidal, Gregorio Marañon, Manuel Azaña, Eugeni d'Ors e Ortega y Gasset, os romancistas Gabriel Miró, Ramón Pérez de Ayala, Ramón Gómez de Serna e o dramaturgo Pedro Muñoz Seca. Por volta de 1920, um grupo mais jovem de escritores — principalmente poetas — começou a publicar obras que, desde o início, revelavam até que ponto os artistas mais jovens estavam absorvendo a experimentação literária dos escritores de 1898 e 1914. Os poetas estavam intimamente ligados à academia formal. Romancistas como Rosa Chacel, Francisco Ayala e Ramón J. Sender foram igualmente experimentais e acadêmicos.
A Guerra Civil Espanhola teve um impacto devastador na escrita espanhola. Entre os poucos poetas e escritores de guerra civil, Miguel Hernández se destaca. Durante a ditadura inicial (1939–1955), a literatura seguiu a visão reacionária do ditador Francisco Franco de uma segunda era de ouro espanhola. Em meados da década de 1950, assim como no romance, uma nova geração que só havia experimentado a guerra civil espanhola na infância estava chegando à maioridade. No início dos anos 1960, os autores espanhóis avançaram em direção a uma experimentação literária inquieta. Quando Franco morreu em 1975, o importante trabalho de estabelecer a democracia teve um impacto literário imediato. Nos próximos anos, vários jovens escritores, entre eles Juan José Millás, Rosa Montero, Javier Marías, Cristina Fernández Cubas, Enrique Vila-Matas, Carme Riera e mais tarde Antonio Muñoz Molina e Almudena Grandes, começariam a conquistar um lugar de destaque.

### Música

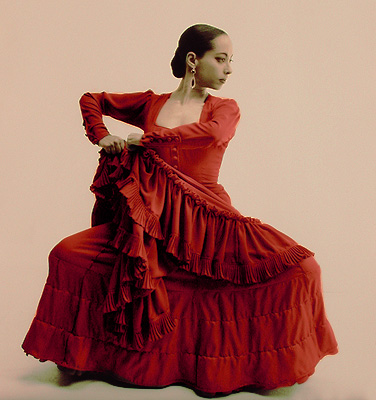
Dançarina de flamenco

A música espanhola é muitas vezes considerada exterior como sinônimo de flamenco, um gênero musical do oeste da Andaluzia que, ao contrário da crença popular, não é muito comum fora dessa região. Vários estilos regionais de música folclórica abundam em Aragão, Catalunha, Valência, Castela, País Basco, Galiza e Astúrias. Pop, rock, hip hop e heavy metal também são populares.
No campo da música clássica, a Espanha produziu uma série de compositores notáveis como Isaac Albéniz, Manuel de Falla e Enrique Granados e cantores e artistas como Plácido Domingo, José Carreras, Montserrat Caballé, Alicia de Larrocha, Alfredo Kraus, Pablo Casals, Ricardo Viñes, José Iturbi, Pablo de Sarasate, Jordi Savall e Teresa Berganza. Na Espanha, existem mais de 40 orquestras profissionais, incluindo o Orquestra Sinfônica de Barcelona e Nacional da Catalunha, Orquestra Nacional de Espanha e a Orquestra Sinfônica de Madrid. As casas de ópera mais importantes incluem o Teatro Real, o Gran Teatre del Liceu, o Teatro Arriaga, o Palácio Euskalduna e o Palácio das Artes Rainha Sofia.
Milhares de fãs de música também viajam para a Espanha a cada ano para o festival de música reconhecido internacionalmente Sónar que muitas vezes apresenta os próximos artistas pop e techno, e Benicàssim, que tende a característica de rock alternativo e atos de dança. Ambos os festivais marcam uma presença internacional de música e refletir o gosto dos jovens no país. O mais popular instrumento musical tradicional, a guitarra, tem origem na Espanha. Típicos do norte são os gaiteros, principalmente nas Astúrias e Galiza.

### Moda e cinema
|                                                                                 |  |                                              |
| Pedro Almodóvar e Penélope Cruz em Oviedo para os Prêmios Princesa das Astúrias |  | Uma loja da marca espanhola Zara em Palência |

A Semana de Moda de Madrid é uma das semanas de moda mais importantes da Europa. A espanhola Zara é uma das maiores empresas de moda prêt-à-porter do mundo. Designers de moda como Cristóbal Balenciaga estão entre os mais influentes do século XX.
O cinema espanhol alcançou grande sucesso internacional, incluindo Oscars de filmes recentes como O Labirinto do Fauno e Volver. Na longa história do cinema espanhol, o grande cineasta Luis Buñuel foi o primeiro a obter reconhecimento mundial, seguido por Pedro Almodóvar na década de 1980 (La Movida Madrileña). O cinema espanhol também teve sucesso internacional ao longo dos anos, com diretores como Segundo de Chomón, Florián Rey, Luis García Berlanga, Carlos Saura, Julio Medem, Isabel Coixet, Alejandro Amenábar, Icíar Bollaín e os irmãos David Trueba e Fernando Trueba. As atrizes Sara Montiel e Penélope Cruz ou o ator Antonio Banderas estão entre os que se tornaram estrelas de Hollywood. Os festivais internacionais de cinema de Valladolid e San Sebastian são os mais antigos e mais relevantes da Espanha.

### Culinária

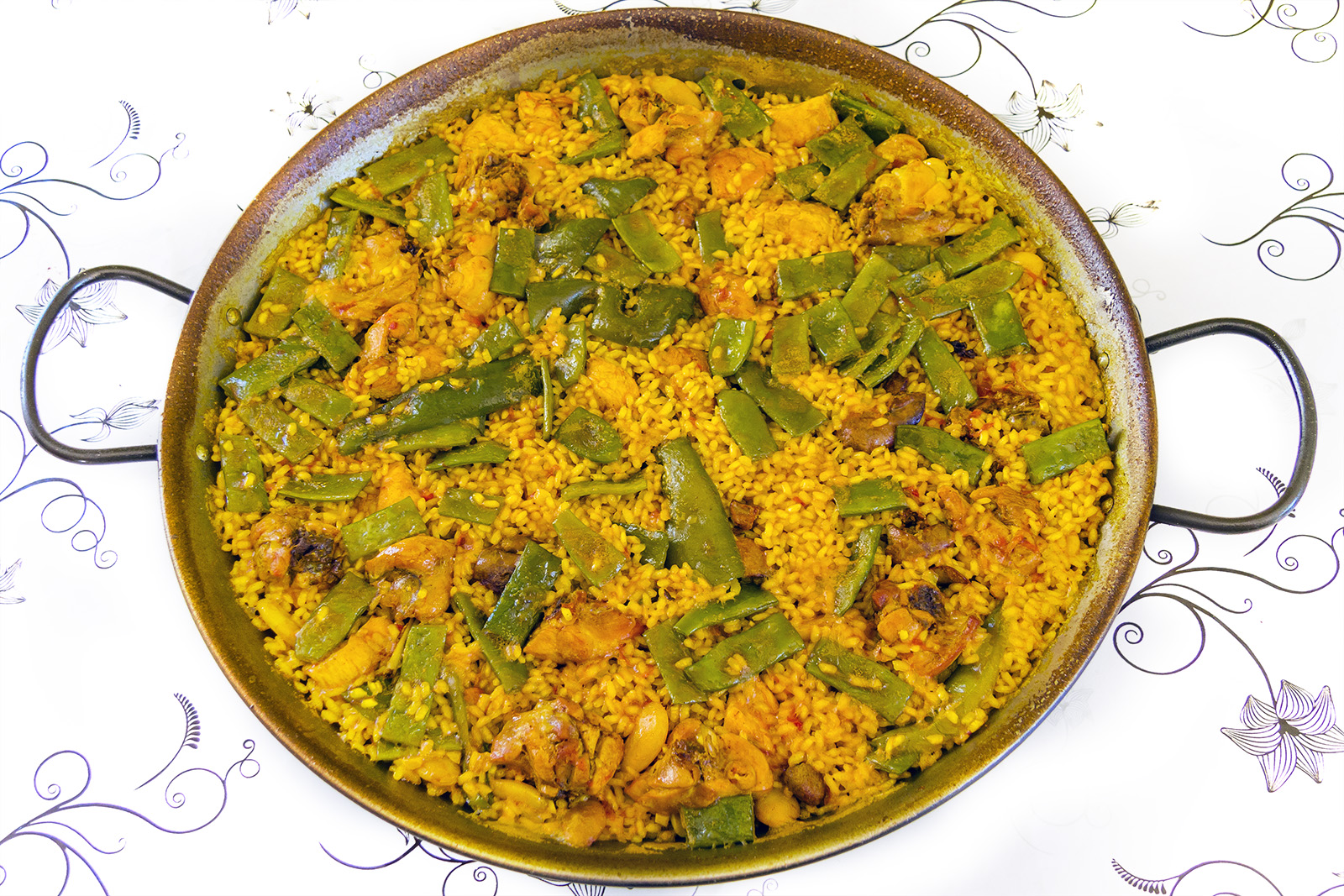
Uma paella valenciana

A culinária espanhola consiste em uma grande variedade de pratos que resultam de diferenças de geografia, cultura e clima. É fortemente influenciada pelos frutos do mar disponíveis nas águas que cercam o país e reflete as profundas raízes mediterrâneas da nação. A extensa história da Espanha, com muitas influências culturais, levou a uma culinária única.
Na região mediterrânea, da Catalunha à Andaluzia, há uso intenso de frutos do mar, como pescaíto frito (peixe frito); várias sopas frias como gaspacho; e muitos pratos à base de arroz, como a paella valenciana e o arroz negro catalão.
No interior, é o comum o consumo de sopas quentes e grossas, como a sopa castelhana à base de pão e alho, juntamente com ensopados substanciais, como o cozido madrileno. Os alimentos são tradicionalmente conservados com salga, como o presunto espanhol, ou imersos em azeite, como o queijo manchego.
Na costa norte do Atlântico, incluindo cozinha asturiana, basca, cantábria e galega — ensopados à base de vegetais e peixes como caldo galego e marmitako. Além disso, o presunto lacón levemente curado. A culinária mais conhecida dos países do norte geralmente se baseia em frutos do mar oceânicos, como no bacalhau ao estilo basco, albacora ou anchova ou no polbo á feira à base de polvo e pratos de marisco.

### Arquitetura
|                                 |  |                             |
| A Sagrada Família, em Barcelona |  | Museu Guggenheim, em Bilbau |

Devido à sua diversidade histórica e geográfica, a arquitetura espanhola tem atraído a partir de uma série de influências. Uma cidade importante da província fundada pelos romanos e com uma infraestrutura extensa da era romana, Córdova se tornou a capital cultural, incluindo uma arquitetura em estilo árabe, feita durante a época do Califado Omíada. A arquitetura de estilo árabe mais tarde continuou a ser desenvolvida sob as sucessivas dinastias islâmicas, terminando com os nacéridas, que construíram seu famoso complexo do palácio em Granada. Simultaneamente, os reinos cristãos gradualmente surgiram e desenvolveram seus próprios estilos, desenvolvendo um estilo pré-românico, quando por um tempo isolado das principais influências arquitetônicas contemporâneas europeias durante o início da Idade Média, que mais tarde integraram os fluxos românico e gótico.
Houve então um extraordinário florescimento do estilo gótico, que resultou em inúmeras construções do tipo em todo o território. O estilo mudéjar, a partir dos séculos XII a XVII, foi desenvolvido através da introdução de motivos de estilo árabe, padrões e elementos em arquitetura europeia. A chegada do modernismo na área acadêmica produziu grande parte da arquitetura do século XX. Um estilo influente no centro de Barcelona, conhecido como modernismo catalão, produziu uma série de importantes arquitetos, dos quais Gaudí é um deles. O estilo internacional foi liderado por grupos como GATEPAC. A Espanha está atualmente a viver uma revolução na arquitetura contemporânea e arquitetos espanhóis como Rafael Moneo, Santiago Calatrava, Ricardo Bofill, entre outros, ganharam renome mundial.

### Esportes

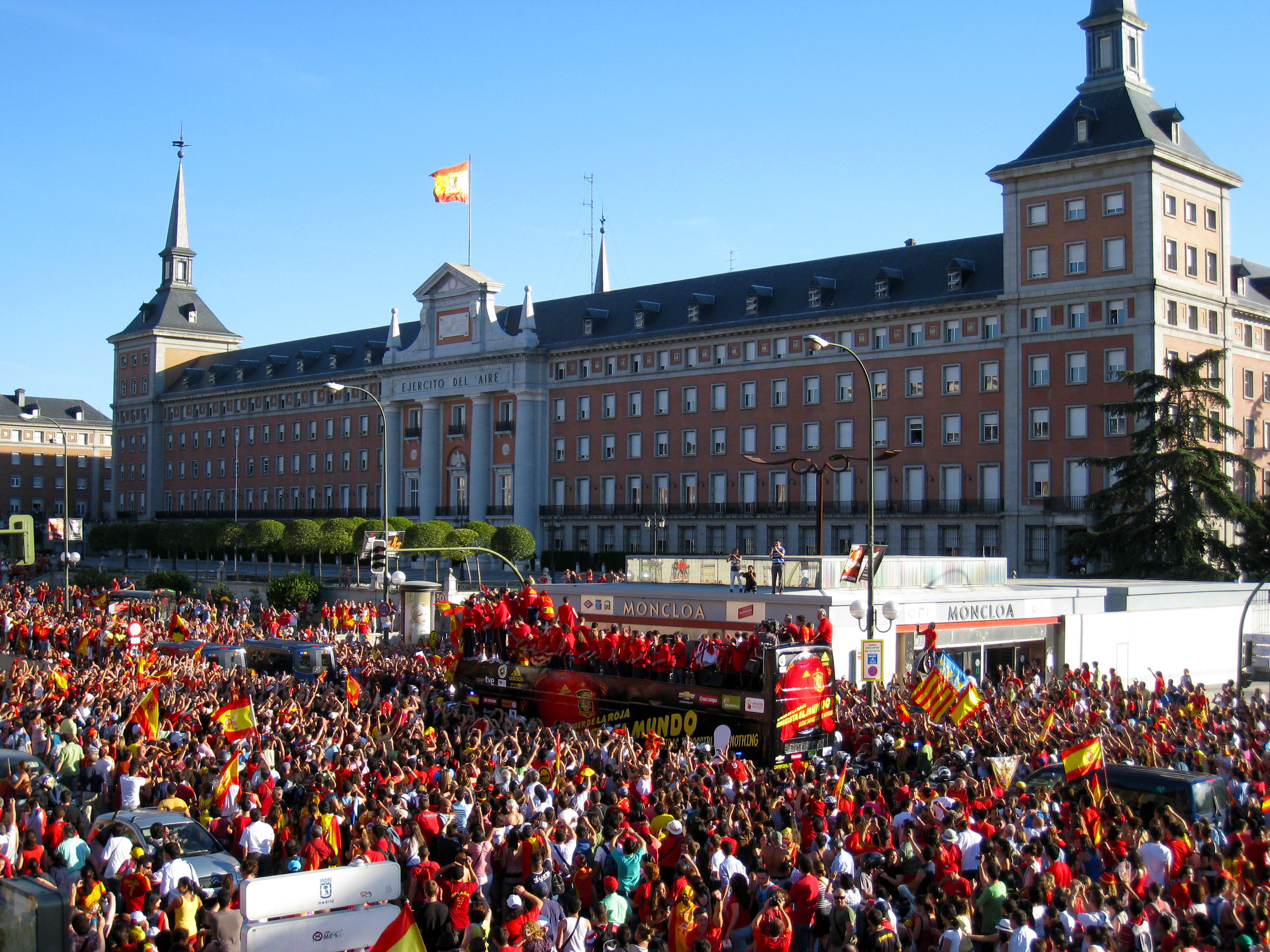
Comemoração em Madrid pela vitória da Seleção Espanhola de Futebol na Copa do Mundo FIFA de 2010

A Volta a Espanha (Vuelta a España ou simplesmente Vuelta) é um dos principais eventos esportivos do país, que junto ao Giro d’Italia e o Tour de France, é uma das três Grandes Voltas do ciclismo mundial. A Vuelta teve sua primeira edição em 1935, porém não houve edições durante a Segunda Guerra Mundial. Teve seu retorno em 1955 até atualmente. Até 2009 foram realizadas 63 edições da Vuelta a España.
Os esportes na Espanha são dominados, principalmente, pelo ciclismo, o futebol (desde o século XX), o basquete, o ténis, o andebol, e pelos esportes de motor, principalmente o Motociclismo. A partir dos Jogos Olímpicos de 1992, disputados na cidade de Barcelona, o país entrou na elite mundial em diversos esportes. Tem como maior ídolo no esporte Alberto Contador, da equipe Nursultan Pro Cycling Team. Contador é vencedor do Tour de France 2007 e 2009, além do Giro d'Italia 2008 e Volta a Espanha também em 2008, entre outras vitórias em voltas. É considerado o melhor ciclista da atualidade, e um dos grandes nomes do esporte de todos os tempos. Em 2010 a Espanha consagrou-se campeã de futebol mundial, tendo vencido a Copa do Mundo na África do Sul e tornou-se a única seleção de futebol a ser campeã do mundo e bicampeã da Europa, tendo vencido os campeonatos europeus de 2008, realizado na Suíça e na Áustria, e 2012, na Polónia e Ucrânia.

### Feriados
Os feriados comemorados na Espanha incluem uma mistura de festividades religiosas (católicas romanas), nacionais e regionais. Cada município pode declarar um máximo de 14 feriados por ano; até nove deles são escolhidos pelo governo nacional e pelo menos dois são escolhidos localmente. O Dia Nacional da Espanha (Fiesta Nacional de España) é 12 de outubro, aniversário da Descoberta da América e comemora a festa de Nossa Senhora do Pilar, padroeira de Aragão e de toda a Espanha.
Alguns dos festivais espanhóis são conhecidos em todo o mundo, e todos os anos milhões de turistas estrangeiros vão à Espanha para participar. Um dos mais famosos são as Festas de São Firmino, em Pamplona. Embora seu evento mais famoso seja o encierro', ou a corrida de touros, que acontece na manhã de 14 de julho, a celebração de uma semana envolve muitos outros eventos tradicionais e folclóricos. Seus eventos foram centrais para o enredo de The Sun Also Rises, de Ernest Hemingway, que o levou à atenção geral das pessoas que falam inglês. Como resultado, tornou-se uma das festas de renome internacional na Espanha, com mais de um milhão de pessoas presentes todos os anos. Outros festivais incluem: o festival de tomate La Tomatina em Buñol, Valência, os carnavais nas Ilhas Canárias, as quedas em Valência ou a Semana Santa na Andaluzia e Castela e Leão.